# Tentativa de golpe de Estado na União Soviética em 1991
A Tentativa de Golpe de Estado na União Soviética de 1991, também conhecida como o Golpe de Agosto (em russo: Августовский путч; romaniz.: Avgustovskiy Putch) foi uma tentativa fracassada dos radicais do Partido Comunista da União Soviética (PCUS) de tomar à força o controle do país de Mikhail Gorbatchov, que era presidente soviético e secretário-geral do PCUS na época. Os líderes do golpe consistiam em altos funcionários militares e civis, incluindo o vice-presidente Gennady Yanayev, que juntos formaram o Comitê Estatal do Estado de Emergência (em russo: ГКЧП; romaniz.: GKChP). Eles se opuseram ao programa de reformas de Gorbatchov, ficaram irritados com a perda de controle sobre os estados do Leste Europeu e temerosos do Tratado da Nova União, que estava prestes a ser assinado pela União Soviética (URSS). O tratado visava descentralizar grande parte do poder do governo central soviético e distribuí-lo entre suas quinze repúblicas; a demanda de Iéltsin por mais autonomia para as repúblicas abriu uma janela para os conspiradores organizarem o golpe.
Os linha-dura do GKChP enviaram agentes da KGB que detiveram Gorbatchov em sua dacha, mas não conseguiram deter o presidente recém-eleito de uma Rússia recém-reconstituída, Boris Iéltsin, que havia sido tanto um aliado quanto um crítico de Gorbatchov. O GKChP estava mal organizado e encontrou resistência eficaz tanto por parte de Iéltsin como de uma campanha civil de manifestantes antiautoritários, principalmente em Moscou O golpe fracassou em dois dias, e Gorbatchov retornou ao poder enquanto todos os conspiradores perderam seus cargos. Posteriormente, Iéltsin se tornou o líder dominante e Gorbatchov perdeu grande parte de sua influência. O golpe fracassado levou ao colapso imediato do PCUS e à dissolução da URSS quatro meses depois.
Após a capitulação do GKChP, popularmente conhecido como "Camarilha dos Oito", tanto a Suprema Corte da República Socialista Federativa Soviética Russa (RSFSR) quanto o presidente Gorbatchov descreveram suas ações como uma tentativa de golpe.

## Contexto
Desde que assumiu o poder como Secretário-Geral do Partido Comunista da União Soviética em 1985, Gorbatchov embarcou num ambicioso programa de reformas, consubstanciado nos conceitos gémeos da perestroika (reestruturação econômica e política) e da glasnost (abertura). Essas medidas provocaram resistência e suspeita por parte dos membros linha-dura da nomenklatura. As reformas também causaram um aumento na agitação nacionalista por parte das minorias não russas da União Soviética, e havia temores de que algumas ou todas as repúblicas da união pudessem se separar. Em 1991, a União Soviética estava em uma grave crise econômica e política. A escassez de alimentos, medicamentos e outros bens de consumo era generalizada, as pessoas tinham de ficar em longas filas para comprar até bens essenciais, as reservas de combustível eram até 50% inferiores à quantidade estimada necessária para o inverno que se aproximava, e a inflação ultrapassava os 300% ao ano, com as fábricas a não terem o dinheiro necessário para pagar os salários.
Em 1990, a Estônia, a Letônia, a Lituânia e a Armênia já tinham declarado a restauração da sua independência da União Soviética. Em janeiro de 1991, ocorreu uma tentativa violenta de devolver a Lituânia à União Soviética pela força. Cerca de uma semana depois, uma tentativa semelhante foi orquestrada por forças pró-soviéticas locais para derrubar as autoridades letãs.
A Rússia declarou sua soberania em 12 de junho de 1990 e posteriormente limitou a aplicação das leis soviéticas, em particular aquelas que regem as finanças e a economia, no território russo. O Soviete Supremo da República Socialista Federativa Soviética da Rússia adotou leis que contradiziam as leis soviéticas (a chamada Guerra de Leis).
No referendo de toda a união em 17 de março de 1991, boicotado pelos estados bálticos, Armênia, Geórgia e Moldávia, uma supermaioria de residentes nas outras repúblicas expressou o desejo de manter a renovada União Soviética, com 77,85% votando a favor. Após negociações, oito das nove repúblicas restantes (com a abstenção da Ucrânia) aprovaram o Tratado da Nova União com algumas condições. O tratado tornaria a União Soviética uma federação de repúblicas independentes chamada União das Repúblicas Soberanas Soviéticas, com um presidente, política externa e forças armadas comuns. Rússia, Cazaquistão e Uzbequistão assinariam o Tratado em Moscou em 20 de agosto de 1991.

O historiador britânico Dan Stone escreveu o seguinte sobre a motivação dos conspiradores:
O golpe foi o último suspiro daqueles que ficaram atônitos e se sentiram traídos pelo colapso precipitado do império soviético na Europa Oriental e pela rápida destruição do Pacto de Varsóvia e do Comecon que se seguiu. Muitos temiam, acima de tudo, as consequências das políticas alemãs de Gorbatchov, não apenas por deixar oficiais desempregados, mas por sacrificar as conquistas da Grande Guerra Patriótica ao revanchismo e ao irredentismo alemães – afinal, esse era o maior medo do Kremlin desde o fim da guerra.

## Preparação

### Planejamento
A KGB começou a considerar um golpe em setembro de 1990. O político soviético Alexander Yakovlev começou a alertar Gorbatchov sobre a possibilidade de uma tal situação após o 28.º Congresso do Partido, em Junho de 1990.  Em 11 Em Dezembro de 1990, o presidente da KGB, Vladimir Kryuchkov, fez um "apelo à ordem" na estação de televisão Moscow Programme . Nesse dia, ele pediu a dois agentes da KGB que preparassem medidas a serem tomadas caso fosse declarado estado de emergência na URSS. Mais tarde, Kryuchkov trouxe o ministro da Defesa soviético Dmitry Yazov, o presidente da Comissão de Controle Central Boris Pugo, o primeiro-ministro Valentin Pavlov, o vice-presidente Gennady Yanayev, o vice-chefe do Conselho de Defesa Soviético Oleg Baklanov, o chefe do secretariado de Gorbatchov Valery Boldin e o secretário do Comitê Central do PCUS Oleg Shenin para a conspiração.
Quando Kryuchkov reclamou da crescente instabilidade da União Soviética ao Congresso dos Deputados do Povo, Gorbatchov tentou apaziguá-lo emitindo um decreto presidencial aumentando os poderes da KGB e nomeando Pugo para o Gabinete como Ministro do Interior. O secretário de Relações Exteriores, Eduard Shevardnadze, renunciou em protesto e rejeitou uma oferta de nomeação como vice-presidente, alertando que "uma ditadura está chegando". Gorbatchov foi forçado a nomear Yanayev em seu lugar.
A partir dos eventos de Janeiro na Lituânia, os membros do Gabinete de Gorbatchov esperavam que ele pudesse ser persuadido a declarar o estado de emergência e "restaurar a ordem", e formaram o Comitê Estatal sobre o Estado de Emergência (GKChP).
Em 17 Em junho de 1991, o primeiro-ministro soviético Pavlov solicitou poderes extraordinários ao Soviete Supremo. Vários dias depois, o prefeito de Moscou, Gavriil Popov, informou ao embaixador dos EUA na União Soviética, Jack F. Matlock Jr., que um golpe contra Gorbatchov estava sendo planejado. Quando Matlock tentou avisá-lo, Gorbatchov assumiu falsamente que o seu próprio Gabinete não estava envolvido e subestimou o risco de um golpe. Gorbatchov reverteu o pedido de Pavlov por mais poderes e disse brincando ao seu gabinete: "O golpe acabou", permanecendo alheio aos seus planos. 
Em 23 Em Julho de 1991, vários funcionários do partido e literatos publicaram um artigo no jornal de linha dura Sovetskaya Rossiya, intitulado "Uma Palavra ao Povo", que apelava a uma acção decisiva para evitar a calamidade.
Seis dias depois, em 29 de julho, Gorbatchov, o presidente russo Boris Iéltsin e o presidente cazaque Nursultan Nazarbayev discutiram a possibilidade de substituir os linha-dura como Pavlov, Yazov, Kryuchkov e Pugo por figuras mais liberais, com Nazarbayev como primeiro-ministro (no lugar de Pavlov). Kryuchkov, que havia colocado Gorbatchov sob estreita vigilância como Sujeito 110 vários meses antes, acabou descobrindo a conversa por meio de um grampo eletrônico instalado pelo guarda-costas de Gorbatchov, Vladimir Medvedev. Iéltsin também se preparou para um golpe estabelecendo um comitê secreto de defesa, ordenando que os comandos militares e da KGB se alinhassem com as autoridades da RSFSR e estabelecendo um "governo de reserva" em Sverdlovsk sob o vice-primeiro-ministro Oleg Lobov.

### Início
Em 4 de agosto, Gorbatchov foi de férias para sua dacha em Foros, na Crimeia. Ele planejou retornar a Moscou a tempo para a assinatura do Novo Tratado da União em 20 de agosto. Em 15 de agosto, foi publicado o texto do projecto de tratado, que teria retirado grande parte da autoridade dos golpistas. 
Em 17 de agosto, os membros do GKChP se reuniram em uma casa de hóspedes da KGB em Moscou e estudaram o documento do tratado. Foram tomadas decisões para introduzir o estado de emergência a partir de 19 de agosto, para formar um Comité de Emergência do Estado e exigir que Gorbatchov assinasse os decretos relevantes ou que se demitisse e transferisse poderes ao Vice-Presidente Yanayev. Eles acreditavam que o pacto abriria caminho para a dissolução da União Soviética e decidiram que era hora de agir. No dia seguinte, Baklanov, Boldin, Shenin e o vice-ministro da Defesa soviético, general Valentin Varennikov, voaram para a Crimeia para uma reunião com Gorbatchov. Yazov ordenou ao general Pavel Grachev, comandante das Forças Aerotransportadas Soviéticas, que começasse a coordenar com os vice-presidentes da KGB, Viktor Grushko e Genii Ageev, para implementar a lei marcial.
Às 16h32 no dia 18 de agosto, o GKChP cortou as comunicações com a dacha de Gorbatchov, incluindo as linhas telefónicas fixas e o sistema de comando e controlo nuclear. Oito minutos depois, o tenente-general Yuri Plekhanov, chefe da Nona Diretoria Principal da KGB, permitiu que o grupo entrasse na dacha de Gorbatchov. Gorbatchov percebeu o que estava acontecendo depois de descobrir as quedas telefônicas. Baklanov, Boldin, Shenin e Varennikov exigiram que Gorbatchov declarasse o estado de emergência ou renunciasse e nomeasse Yanayev como presidente interino para permitir que os membros do GKChP "restaurassem a ordem" no país.
Gorbatchov sempre afirmou que se recusou terminantemente a aceitar o ultimato. Varennikov insistiu que Gorbatchov disse: "Maldito seja. Faça o que quiser. Mas relate minha opinião!" No entanto, os presentes na dacha na época testemunharam que Baklanov, Boldin, Shenin e Varennikov ficaram claramente desapontados e nervosos após o encontro com Gorbatchov. Diz-se que Gorbatchov insultou Varennikov fingindo esquecer seu nome e disse ao seu antigo conselheiro de confiança Boldin: "Cale a boca, seu idiota! Como ousa me dar sermões sobre a situação do país!" Com a recusa de Gorbatchov, os conspiradores ordenaram que ele permanecesse confinado na dacha. Guardas de segurança adicionais da KGB foram colocados nos portões da dacha com ordens de impedir que alguém saísse.
Às 19h30, Baklanov, Boldin, Shenin e Varennikov voaram para Moscou, acompanhados por Plekhanov. Seu representante, Vyacheslav Generalov, permaneceu "na fazenda" em Foros.
Às 20:00, Yanayev, Pavlov, Kryuchkov, Yazov, Pugo e o presidente do Soviete Supremo Soviético, Anatoly Lukyanov, reuniram-se no gabinete do Kremlin do primeiro-ministro, discutindo e editando os documentos do Comitê de Emergência do Estado. Às 22h15, juntaram-se a eles Baklanov, Shenin, Boldin, Varennikov e Plekhanov. Foi decidido declarar publicamente a doença de Gorbatchov. Yanayev hesitou, mas os outros convenceram-no de que a liderança e a responsabilidade seriam coletivas.
Às 23h25, Yanayev assinou um decreto que lhe conferia poderes presidenciais.
Os membros do GKChP ordenaram que 250.000 pares de algemas de uma fábrica em Pskov fossem enviados para Moscovo, encomendando também 300.000 formulários de prisão. Kryuchkov dobrou o pagamento de todo o pessoal da KGB, chamou-os de volta das férias e os colocou em alerta. A prisão de Lefortovo foi esvaziada para receber prisioneiros.

## Cronologia do golpe
Os membros do GKChP se reuniram no Kremlin depois que Baklanov, Boldin, Shenin e Varennikov retornaram da Crimeia. Yanayev (que tinha acabado de ser persuadido a se juntar à conspiração), Pavlov e Baklanov assinaram a chamada "Declaração da Liderança Soviética", que declarou estado de emergência em toda a URSS e anunciou que o Comitê Estatal sobre o Estado de Emergência (Государственный Комитет по Чрезвычайному Положению, ГКЧП, ou Gosudarstvenniy Komitet po Chrezvichaynomu Polozheniyu, GKChP) havia sido criado "para administrar o país e manter efetivamente o regime do estado de emergência". O GKChP incluía os seguintes membros:
- Gennady Yanayev, vice-presidente
- Valentin Pavlov, Primeiro Ministro
- Vladimir Kryuchkov, chefe da KGB
- Dmitry Yazov, Ministro da Defesa
- Boris Pugo, Ministro do Interior
- Oleg Baklanov, Primeiro Vice-Presidente do Conselho de Defesa sob o Presidente da URSS
- Vasily Starodubtsev, Presidente da União Camponesa
- Alexander Tizyakov, Presidente da Associação das Empresas Estatais e Objectos da Indústria, Transportes e Comunicações[54][55]

Yanayev assinou o decreto nomeando-se presidente soviético interino, usando o pretexto da incapacidade de Gorbatchov de desempenhar funções presidenciais devido a "doença". No entanto, os investigadores russos identificaram mais tarde Kryuchkov como o principal planeador do golpe.  Yanayev afirmou mais tarde que foi forçado a participar no golpe sob ameaça de prisão.  Os oito membros do GKChP mencionados anteriormente ficaram conhecidos como a "Camarilha dos Oito".
O GKChP proibiu todos os jornais de Moscou, excepto nove jornais controlados pelo partido. Também emitiu uma declaração populista que afirmava que “a honra e a dignidade do homem soviético devem ser restauradas”.

### Segunda-feira, 19 de agosto

#### Primeiras horas
Às 13:00h, Yanayev assinou documentos sobre a formação do Comitê Estadual para o Estado de Emergência (GKChP), composto por ele, Pavlov, Kryuchkov, Yazov, Pugo, Baklanov, Tizyakov e Starodubtsev. Incluído nos documentos estava o "Apelo ao povo soviético".
Os membros do GKChP presentes assinaram a Resolução nº 1 do GKChP, que introduziu o seguinte: um estado de emergência "em certas áreas da URSS" com duração de seis meses a partir das 4:00h da manhã de Moscou no dia 19 de agosto; proibição de comícios, manifestações e greves; suspensão das atividades de partidos políticos, organizações públicas e movimentos de massa que impeçam a normalização da situação; e a atribuição de até 1500m2 de terra a todos os residentes da cidade interessados para uso pessoal.
Às 4:00h da manhã, o regimento de Sebastopol das tropas de fronteira da KGB cercou a dacha presidencial de Gorbatchov em Foros. Por ordem do Chefe do Estado-Maior da Defesa Aérea Soviética, Coronel-General Igor Maltsev, dois tratores bloquearam a pista onde se encontravam as aeronaves do Presidente: um jato Tu-134 e um helicóptero Mi-8.

#### Manhã
A partir das 6:00h, todos os documentos do GKChP foram transmitidos pela rádio e televisão estatais. A KGB emitiu imediatamente uma lista de prisões que incluía o recém-eleito presidente russo da RSFS, Boris Iéltsin, os seus aliados e os líderes do grupo activista Rússia Democrática. A Rádio Rossii e a Televidenie Rossii, controladas pela República Socialista Federativa Soviética da Rússia, além da Ekho Moskvy, a única estação de rádio política independente, foram retiradas do ar. Entretanto, esta última estação retomou suas transmissões e se tornou uma fonte de informações confiáveis durante o golpe. O BBC World Service e a Voice of America também puderam fornecer cobertura contínua. Gorbatchov e sua família ouviram a notícia por meio de um boletim da BBC em um pequeno rádio transistorizado da Sony que não havia sido apreendido. Durante os dias seguintes, ele se recusou a aceitar alimentos de fora da dacha para evitar ser envenenado e fez longas caminhadas ao ar livre para contestar os relatos de sua saúde debilitada.
Sob as ordens de Yanayev,  unidades da infantaria mecanizada Tamanskaya e da divisão blindada Kantemirovskaya entraram em Moscou, junto com tropas aerotransportadas. Cerca de 4.000 soldados, 350 tanques, 300 veículos blindados de transporte de pessoal e 420 caminhões foram enviados para Moscou. Quatro deputados do povo russo da SFSR foram detidos pela KGB numa base do Exército Soviético perto da capital. Entretanto, quase nenhuma outra prisão foi feita pela KGB durante o golpe. Ulysse Gosset e Vladimir Federovski alegaram mais tarde que a KGB estava planejando realizar uma onda muito maior de prisões duas semanas após o golpe, após o que teria abolido quase todas as estruturas legislativas e administrativas locais sob um Conselho de Ministros altamente centralizado. Yanayev instruiu o Ministro dos Negócios Estrangeiros Alexander Bessmertnykh a fazer uma declaração solicitando o reconhecimento diplomático formal dos governos estrangeiros e das Nações Unidas.
Os conspiradores do GKChP consideraram deter Iéltsin quando ele retornou de uma visita ao Cazaquistão em 17 Agosto, mas falhou quando Iéltsin redirecionou seu voo da Base Aérea de Chkalovsky, a nordeste de Moscou, para o Aeroporto de Vnukovo, a sudoeste da cidade. Depois, eles consideraram capturá-lo em sua dacha perto de Moscou. O Grupo Alfa da KGB cercou sua dacha com Spetsnaz, mas por razões não reveladas não o prenderam. O comandante, Viktor Karpukhin, alegou mais tarde que recebeu uma ordem de Kryuchkov para prender Iéltsin, mas desobedeceu, embora seu relato tenha sido questionado.  A incapacidade de prender Iéltsin provou ser fatal para os planos dos conspiradores. Após o anúncio do golpe às 6h30 sou, Iéltsin começou a convidar importantes autoridades russas para sua dacha, incluindo o prefeito de Leningrado, Anatoly Sobchak, o vice-prefeito de Moscou, Yury Luzhkov, o coronel-general Konstantin Kobets, o primeiro-ministro da RSFSR, Ivan Silayev, o vice-presidente da RSFSR, Alexander Rutskoy, e o presidente do Soviete Supremo da RSFSR, Ruslan Khasbulatov.

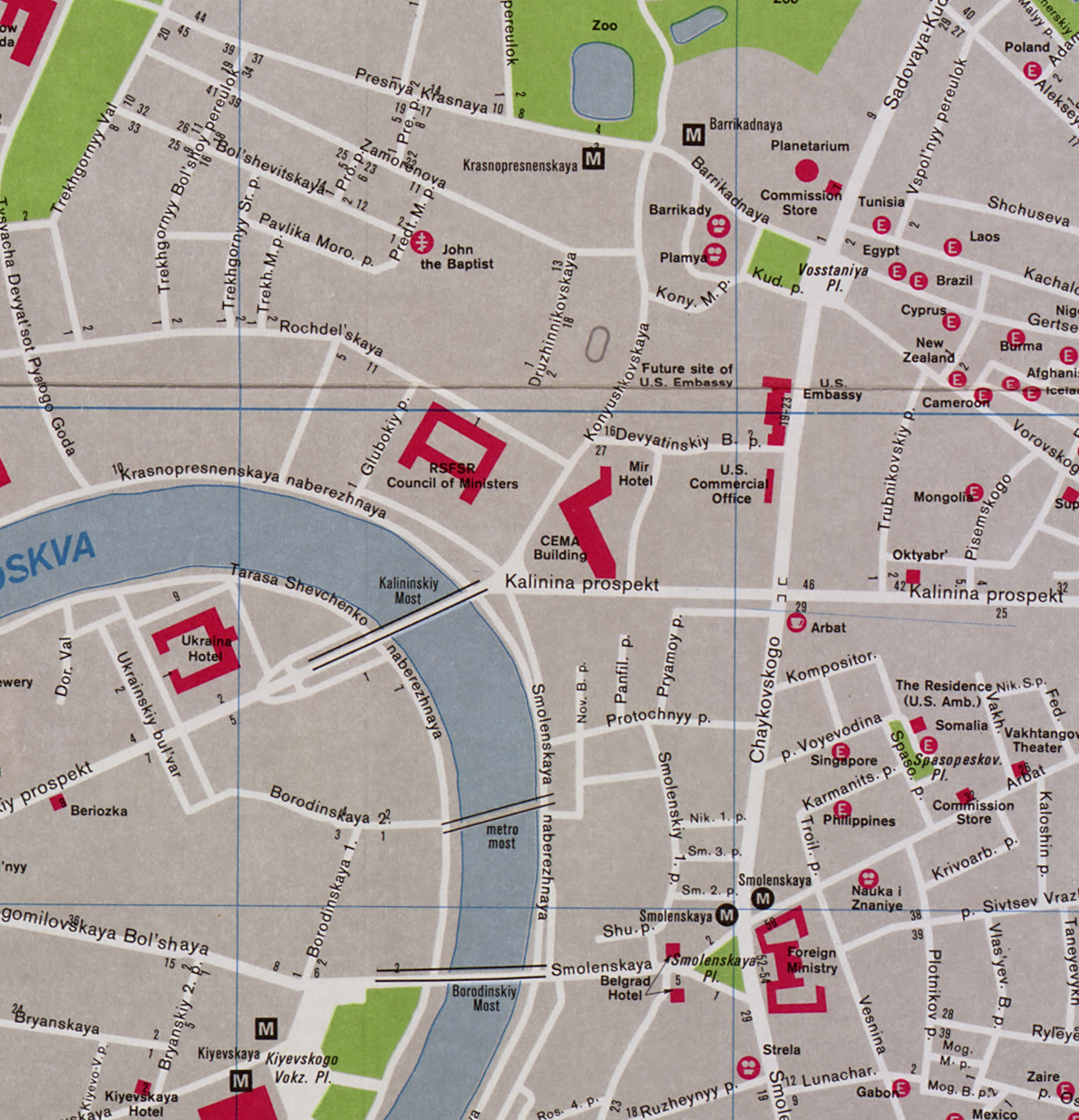
Mapa de Moscou nos EUA com nomes de ruas da década de 1980

Inicialmente, Iéltsin queria permanecer na dacha e organizar um governo rival, mas Kobets aconselhou seu grupo a viajar para a Casa Branca, o prédio do parlamento russo, para manter comunicação com os oponentes do golpe. Eles chegaram e ocuparam o prédio às 9:00h. Junto com Silayev e Khasbulatov, Iéltsin emitiu uma declaração "Aos Cidadãos da Rússia" que condenava as ações do GKChP como um golpe reacionário e anticonstitucional. Os militares foram instados a não participar do golpe, e as autoridades locais foram solicitadas a seguir as leis do presidente da RSFSR em vez do GKChP. Embora inicialmente tenha evitado a medida para evitar o desencadeamento de uma guerra civil, Iéltsin posteriormente assumiu o comando de todas as forças militares e de segurança soviéticas na RSFSR.  A declaração conjunta apelou a uma greve geral, com a exigência de que Gorbatchov se dirigisse ao povo. Esta declaração foi distribuída por Moscovo na forma de panfletos e disseminada por todo o país através de rádios de ondas médias e grupos de notícias Usenet através da rede informática RELCOM. Os trabalhadores do jornal Izvestia ameaçaram fazer greve a menos que a proclamação de Iéltsin fosse publicada no jornal.
O GKChP contou com sovietes regionais e locais, em sua maioria ainda dominados pelo Partido Comunista, para apoiar o golpe, formando comitês de emergência para reprimir a dissidência. O Secretariado do PCUS sob Boldin enviou telegramas codificados aos comitês locais do partido para auxiliar o golpe. As autoridades de Iéltsin descobriram mais tarde que quase 70% dos comitês o apoiaram ou tentaram permanecer neutros. Dentro da RSFSR, os oblasts de Samara, Lipetsk, Tambov, Saratov, Orenburg, Irkutsk e Tomsk e os krai de Altai e Krasnodar apoiaram o golpe e pressionaram o raikom a fazer o mesmo, enquanto apenas três oblasts, além de Moscou e Leningrado, se opuseram. Entretanto, alguns sovietes enfrentaram resistência interna contra o estado de emergência. As Repúblicas Socialistas Soviéticas Autônomas do Tartaristão, Kabardino-Balkaria, Checheno-Inguchétia, Buriácia e Ossétia do Norte ficaram todas do lado do GKChP. Os oficiais das Forças Armadas Soviéticas tomaram o controlo de câmaras municipais e edifícios governamentais em todo o país, alegando estar no controlo, bem como de estações de televisão nos estados bálticos. 
O público soviético estava dividido sobre o golpe. Uma pesquisa na RSFSR realizada pela Mnenie na manhã de 19 de agosto mostrou que 23,6% dos russos acreditavam que o GKChP poderia melhorar os padrões de vida, enquanto 41,9% não tinham opinião. No entanto, pesquisas separadas da Interfax mostraram que muitos russos, incluindo 71% dos moradores de Leningrado, temiam o retorno da repressão em massa. O GKChP gozava de forte apoio nas regiões de maioria russa da Estónia e da Transnístria, enquanto Iéltsin gozava de forte apoio em Sverdlovsk e Nizhny Novgorod.
Às 10:00h, Rutskoy, Silayev e Khasbulatov entregaram uma carta a Lukyanov exigindo um exame médico de Gorbatchov pela Organização Mundial da Saúde e uma reunião entre eles, Iéltsin, Gorbatchov e Yanayev dentro de 24 horas. Mais tarde, Rutskoy visitou o Patriarca Aleixo II de Moscou, líder espiritual da Igreja Ortodoxa Russa, e o convenceu a declarar apoio a Iéltsin. Enquanto isso, em Leningrado, o comandante do distrito militar Viktor Samsonov ordenou a formação de um comitê de emergência para a cidade, presidido pelo primeiro secretário de Leningrado, Boris Gidaspov, para contornar o governo municipal democraticamente eleito de Sobchak. As tropas de Samsonov foram finalmente bloqueadas por centenas de milhares de manifestantes apoiados pela polícia, o que forçou a Televisão de Leningrado a transmitir uma declaração de Sobchak. Trabalhadores da fábrica de Kirov entraram em greve em apoio a Iéltsin. O primeiro secretário de Moscovo, Yuri Prokofev, tentou uma manobra semelhante na capital, mas foi rejeitado quando Boris Nikolskii se recusou a aceitar o cargo de presidente da câmara de Moscovo. Às 11:00H, o Ministro dos Negócios Estrangeiros da RSFSR Andrei Kozyrev realizou uma conferência de imprensa para jornalistas e diplomatas estrangeiros, e obteve o apoio da maior parte do Ocidente para Iéltsin.

#### Tarde e noite
Naquela tarde, os cidadãos de Moscovo começaram a reunir-se em torno da Casa Branca, erguendo barricadas à sua volta. Em resposta, Yanayev declarou estado de emergência em Moscou às 16h00. Ele declarou às 17:00 na coletiva de imprensa do primeiro-ministro que Gorbatchov estava "descansando". Ele disse: "Ao longo desses anos, ele ficou muito cansado e precisa de um tempo para recuperar a saúde." As mãos trêmulas de Yanayev levaram algumas pessoas a pensar que ele estava bêbado, e sua voz trêmula e postura fraca tornaram suas palavras pouco convincentes. Victoria E. Bonnell e Gregory Frieden observaram que a conferência de imprensa permitiu questionamentos espontâneos de jornalistas que acusaram abertamente o GKChP de realizar um golpe, bem como a falta de censura por parte das equipas de notícias, que não esconderam os movimentos erráticos de Yanayev como fizeram com líderes anteriores como Leonid Brezhnev, fazendo com que os líderes do golpe parecessem mais incompetentes para o público soviético. A equipe de segurança de Gorbatchov conseguiu construir uma antena de televisão improvisada para que ele e sua família pudessem assistir à conferência de imprensa. Depois de assistir à conferência, Gorbatchov expressou confiança de que Iéltsin seria capaz de impedir o golpe. Naquela noite, sua família contrabandeou uma fita de vídeo de Gorbatchov condenando o golpe.
Yanayev e o restante do Comitê Estatal ordenaram ao Gabinete de Ministros que alterasse o plano quinquenal da época para aliviar a escassez de moradias. Todos os moradores da cidade receberam 1.000m2 para combater a escassez de inverno cultivando frutas e vegetais. Devido à doença de Valentin Pavlov, as funções do chefe do governo soviético foram confiadas ao primeiro vice-primeiro-ministro Vitaly Doguzhiyev.
Enquanto isso, as forças soviéticas que executaram o golpe começaram a sofrer com deserções em massa para a RSFSR, bem como com soldados se recusando a obedecer ordens de atirar em civis. Iéltsin pediu aos seus seguidores que não assediassem os soldados e ofereceu amnistia a qualquer militar que desertasse para se opor ao golpe.  O major Evdokimov, chefe do estado-maior de um batalhão de tanques da Divisão Tamanskaya que guardava a Casa Branca, declarou sua lealdade à liderança da República Socialista Federativa Soviética da Rússia. Iéltsin subiu em um dos tanques e se dirigiu à multidão. Inesperadamente, este episódio foi incluído no noticiário noturno da mídia estatal. Os oficiais das Forças Armadas Soviéticas leais ao GKChP tentaram evitar as deserções confinando os soldados aos seus quartéis, mas isso apenas limitou a disponibilidade de forças para levar a cabo o golpe. 

### Terça-feira, 20 de agosto

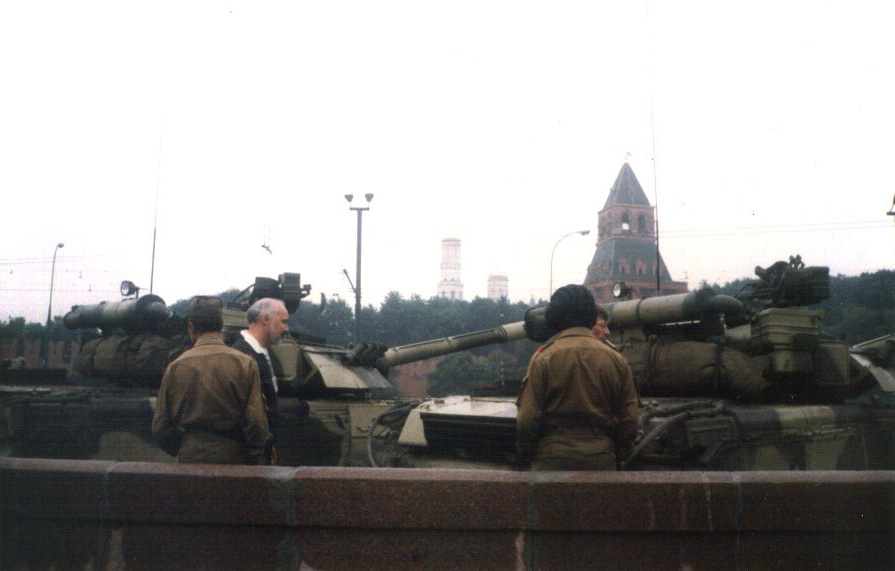
Tanques na Praça Vermelha

Às 8:00h, o Estado-Maior Soviético ordenou que a maleta Cheget que controlava as armas nucleares soviéticas fosse devolvida a Moscou. Embora Gorbatchov tenha descoberto que as ações do GKChP cortaram as comunicações com os oficiais de serviço nuclear, o Cheget foi devolvido à capital às 2:00 PM. Entretanto, o comandante-chefe da Força Aérea Soviética, Yevgeny Shaposhnikov, se opôs ao golpe e afirmou em suas memórias que ele e os comandantes da Marinha Soviética e das Forças de Foguetes Estratégicos disseram a Yazov que não seguiriam ordens para um lançamento nuclear. Após o golpe, Gorbatchov recusou-se a admitir que tinha perdido o controlo das armas nucleares do país.
Ao meio-dia, o comandante do distrito militar de Moscou, general Nikolai Kalinin, a quem Yanayev nomeou comandante militar de Moscou, declarou toque de recolher em Moscou das 23h00 às 5h00, com efeito a partir de 20 de agosto. Isso foi entendido como um sinal de que um ataque à Casa Branca era iminente.
Os defensores da Casa Branca se prepararam, a maioria desarmada. Os tanques de Evdokimov foram retirados da Casa Branca à noite. A sede improvisada da defesa da Casa Branca era chefiada pelo general Konstantin Kobets, um deputado do povo russo da RSSF. Do lado de fora, Eduard Shevardnadze, Mstislav Rostropovich e Yelena Bonner fizeram discursos de apoio a Iéltsin.
À tarde, Kryuchkov, Yazov e Pugo finalmente decidiram atacar a Casa Branca. Esta decisão foi apoiada por outros membros do GKChP (com exceção de Pavlov, que havia sido enviado para sua dacha devido à embriaguez). Os representantes de Kryuchkov e Yazov, o general da KGB Gennady Ageyev e o general do Exército Vladislav Achalov, planejaram o ataque, codinome "Operação Grom" (Trovão), que reuniria elementos do Grupo Alfa e das unidades de forças especiais de elite Vympel, apoiados por paraquedistas, Moscou OMON, Tropas Internas do ODON, três companhias de tanques e um esquadrão de helicópteros. O comandante do Grupo Alfa, General Viktor Karpukhin, e outros oficiais superiores da unidade, juntamente com o vice-comandante aerotransportado, General Alexander Lebed, misturaram-se à multidão perto da Casa Branca e avaliaram a possibilidade de tal operação. Depois, Karpukhin e o comandante do Vympel, Coronel Boris Beskov, tentaram convencer Ageyev de que a operação resultaria em derramamento de sangue e deveria ser cancelada. Lebed, com o consentimento de seu superior Pavel Grachev, retornou à Casa Branca e informou secretamente ao quartel-general da defesa que o ataque começaria às 2h00. sou na manhã seguinte.
Enquanto os acontecimentos se desenrolavam na capital, o Conselho Supremo da Estônia declarou às 23h03 o restabelecimento total do status de independência da República da Estônia após 51 anos.
Despachos da TASS controlados pelo Estado de 20 de agosto enfatiza uma abordagem de linha dura contra o crime, especialmente crimes econômicos e a máfia russa, que o GKChP atribuiu ao aumento do comércio com o Ocidente. Mais tarde, foram descobertos projetos de decretos que permitiriam às patrulhas militares e policiais disparar contra "vândalos", incluindo manifestantes pró-democracia.

### Quarta-feira, 21 de agosto
Por volta da 1h da manhã, não muito longe da Casa Branca, trólebus e máquinas de limpeza de ruas foram usados para barricar um túnel contra a chegada dos veículos de combate de infantaria (IFVs) da Guarda Taman, comandados pelo Capitão Sergey Surovikin, que anos mais tarde ascendeu a general do exército e comandante das forças russas na invasão da Ucrânia em 2022. Três homens foram mortos no confronto que se seguiu: Dmitry Komar, Vladimir Usov e Ilya Krichevsky; vários outros ficaram feridos. Komar, um veterano de 22 anos da Guerra Soviético-Afegã, foi baleado e esmagado ao tentar cobrir a fenda de observação de um IFV em movimento. Usov, um economista de 37 anos, foi morto por uma bala perdida enquanto ajudava Komar. A multidão ateou fogo a um veículo de combate de infantaria e Krichevsky, um arquiteto de 28 anos, foi morto a tiros quando as tropas recuaram. Os três homens foram condecorados postumamente com o título de Herói da União Soviética. De acordo com o jornalista e ativista pela democracia Sergey Parkhomenko, que estava na multidão defendendo a Casa Branca, "essas mortes desempenharam um papel crucial: ambos os lados ficaram tão horrorizados que isso paralisou tudo". O Alpha Group e o Vympel não se moveram para a Casa Branca como planejado, e Yazov ordenou que as tropas saíssem de Moscou. Também surgiram relatos de que Gorbatchov foi colocado em prisão domiciliar na Crimeia. Durante o último dia do exílio da sua família, Raisa Gorbatchova sofreu um pequeno derrame.
Às 8:00h, as tropas começaram a deixar Moscou.
Entre 8:00 e 9:00 da manhã, os membros do GKChP se reuniram no Ministério da Defesa e, sem saber o que fazer, decidiram enviar Kryuchkov, Yazov, Baklanov, Tizyakov, Anatoly Lukyanov e o vice-secretário-geral do PCUS, Vladimir Ivashko, para a Crimeia para se encontrarem com Gorbatchov, que se recusou a recebê-los quando chegaram.
Às 10:00h, a sessão do Soviete Supremo da RSFSR foi aberta na Casa Branca, na qual o Presidente Iéltsin discursou.
Às 13:00h, o Gabinete Soviético de Ministros divulgou uma declaração sobre o seu não envolvimento no golpe. Às 13:20h, Kryuchkov, Yazov, Baklanov, Tizyakov, Lukyanov e o vice-secretário-geral do Comitê Central do PCUS, Vladimir Ivashko, partiram para o aeroporto, ficando presos em um engarrafamento criado pelos veículos blindados da Divisão Taman que retornavam à sua base.
Às 14:00h, o Secretariado do Comitê Central do PCUS emitiu uma declaração exigindo que o GKChP esclarecesse o destino do chefe do Partido Comunista, Mikhail Gorbatchov.
Às 14:30h, o ministro soviético de Assuntos Internos, Boris Pugo, assinou a última ordem do GKChP – um telegrama cifrado aos departamentos regionais de assuntos internos com uma exigência de reforço da segurança das organizações de televisão e rádio e de denúncia de todas as violações da Resolução do GKChP sobre o controlo da informação.
Às 16h08, o avião com a delegação do GKChP pousou na Crimeia. Por volta das 16:00, o Presidium do Soviete Supremo da URSS, presidido pelos chefes das câmaras do parlamento da união, adoptou uma resolução na qual declarou ilegal a remoção do Presidente Soviético das suas funções e a sua transferência para o Vice-Presidente, e neste sentido exigiu que Yanayev cancelasse os decretos e ordens de emergência neles baseados como legalmente inválidos a partir do momento em que foram assinados.
Às 16h52, um grupo de deputados russos e figuras públicas liderados pelo vice-presidente da RSFSR Alexander Rutskoy, bem como os membros do Conselho de Segurança Soviético Yevgeny Primakov e Vadim Bakatin, voaram para a dacha de Gorbatchov em Foros. Eles foram acompanhados por 36 oficiais do Ministério de Assuntos Internos da RSFSR armados com metralhadoras, sob o comando do vice-ministro de Assuntos Internos da RSFSR, Andrei Dunaev.
Oito minutos depois, às 17:00, a delegação do GKChP chegou à dacha presidencial. O presidente Gorbatchov recusou-se a recebê-lo e exigiu que a comunicação com o mundo exterior fosse restaurada. Ao mesmo tempo, Yanayev assinou um decreto dissolvendo o Comité de Emergência do Estado e declarando todas as suas decisões inválidas.
Às 19h16, o avião da delegação russa liderada por Rutskoy pousou na Crimeia.
Às 20:00, o Gabinete do Procurador-Geral Soviético iniciou um processo criminal sobre a tentativa de golpe.
Às 20h10, Rutskoy e sua delegação foram ver Gorbatchov. Segundo testemunhas oculares, o encontro foi cordial e alegre, permitindo-lhes esquecer momentaneamente as divisões entre as autoridades soviéticas e russas.
Das 9h40 às 22h10, Gorbatchov recebeu Lukyanov e Ivashko na presença de Rutskoy e Primakov, acusando o presidente do Soviete Supremo da URSS de traição e o deputado do partido de inação durante o golpe.
Por volta das 22:00, o Procurador-Geral da RSFSR Valentin Stepankov assinou um mandado de prisão para os membros do Comité de Emergência.
Naquele dia, o Conselho Supremo da República da Letônia declarou sua soberania oficialmente concluída com uma lei aprovada por seus deputados, confirmando o ato de restauração da independência de 4 Pode como ato oficial. Na Estônia, apenas um dia após a restituição da independência total do país, a Torre de TV de Tallinn foi tomada por tropas aerotransportadas soviéticas. Mas, embora as transmissões televisivas tenham sido interrompidas por um tempo, o sinal de rádio foi mantido no ar depois de um punhado de membros da Liga de Defesa Estoniana (as forças paramilitares unificadas da Estónia) se terem barricado no estúdio de transmissão da torre. Naquela noite, quando as notícias de Moscou sobre o fracasso do golpe chegaram a Tallinn, os paraquedistas russos deixaram a torre de TV e a capital estoniana.

### Quinta-feira, 22 de agosto

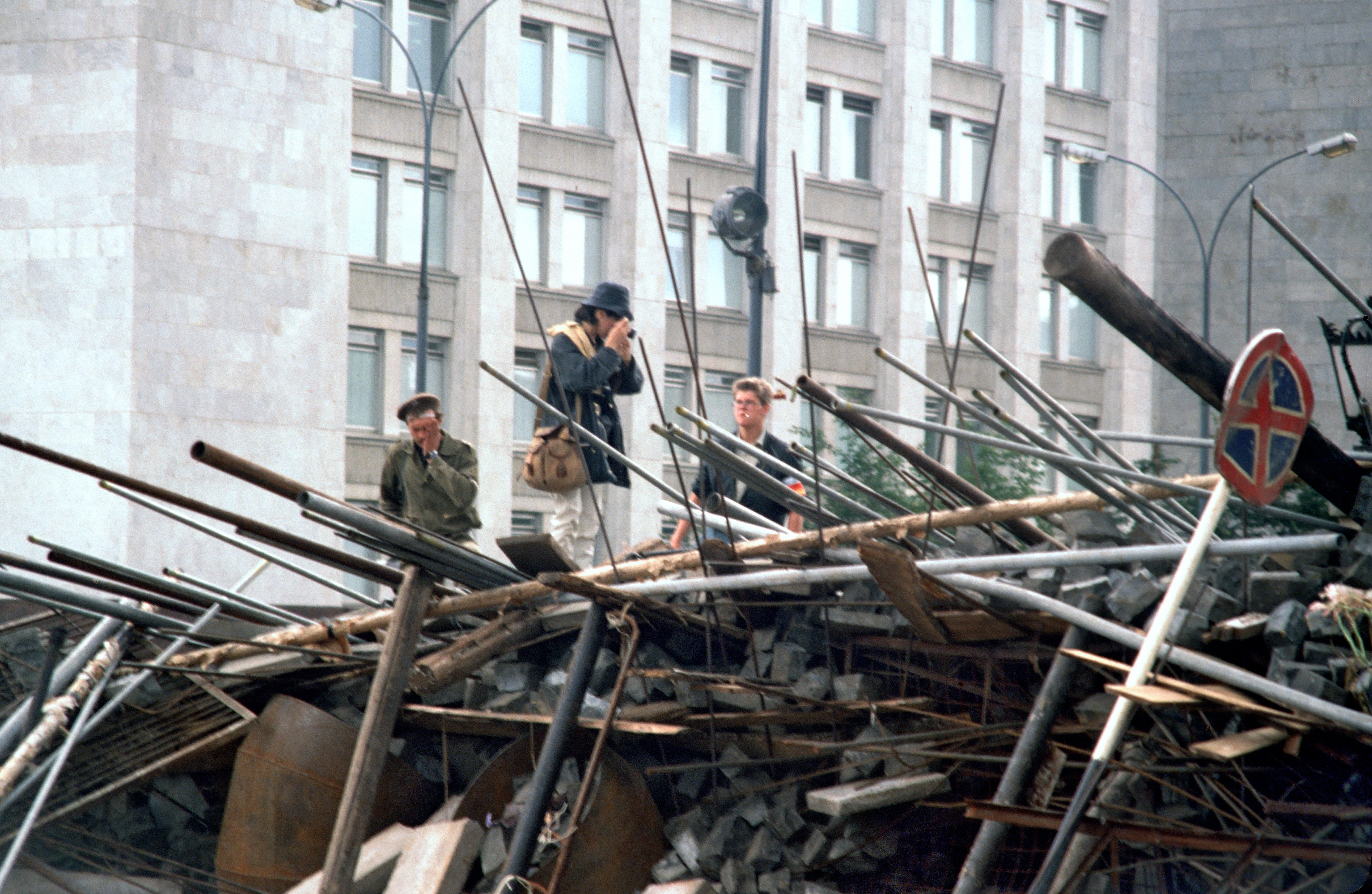
22 de agosto de 1991

Um minuto depois da meia-noite, Gorbatchov, sua família e assistentes voaram para Moscou no avião de Rutskoy. Os membros do GKChP foram enviados de volta em um avião diferente; apenas Kryuchkov voou no avião presidencial, sob custódia policial (de acordo com Rutskoy, "eles definitivamente não seriam abatidos com ele a bordo"). À chegada, Kryuchkov, Yazov e Tizyakov foram presos no campo de aviação, o que era ilegal segundo a lei soviética, uma vez que os funcionários que representavam o governo central só podiam ser presos e julgados segundo a lei soviética, que prevalecia sobre as leis das repúblicas constituintes.
Às 2:00 da manhã, quando Gorbatchov chegou ao Aeroporto Vnukovo, em Moscou, a televisão mostrou imagens ao vivo dele descendo as escadas vestindo um suéter de tricô. Mais tarde, ele seria criticado por não ir à Casa Branca, mas sim descansar em sua dacha.
Às 6:00h, o vice-presidente soviético Yanayev foi preso em seu escritório.
Boris Pugo e sua esposa cometeram suicídio após serem contatados pela RSFSR para uma reunião sobre seu papel na tentativa de golpe.

### Sexta-feira, 23 de agosto
Pavlov, Starodubtsev, Baklanov, Boldin e Shenin seriam todos detidos nas próximas 48 horas.

## Consequências

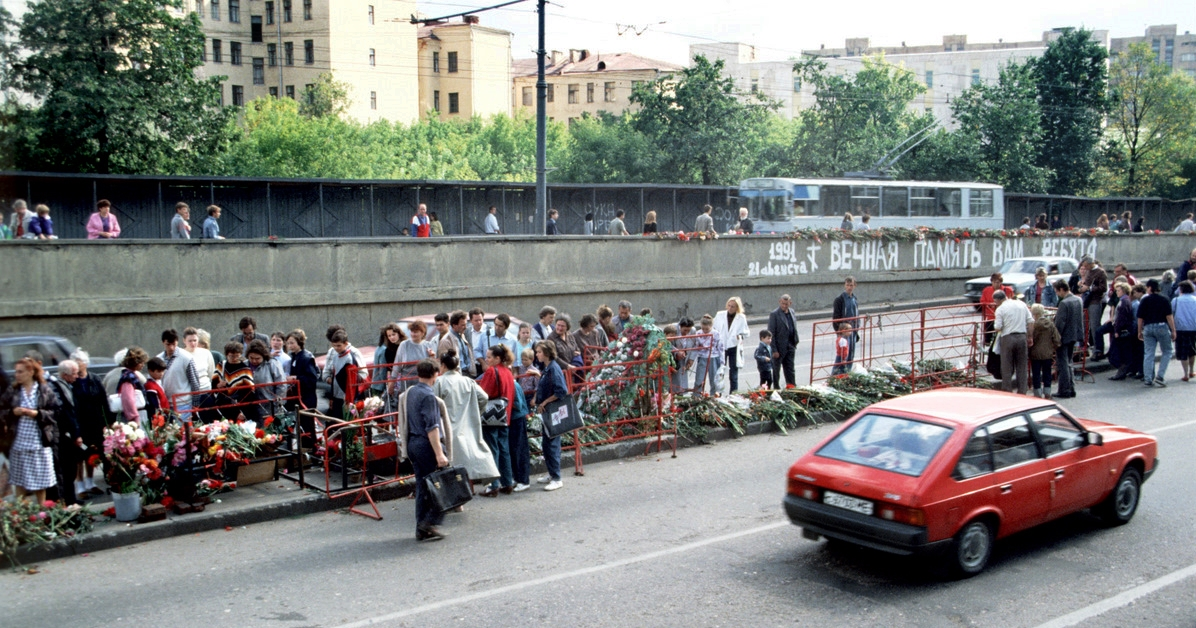
Local de morte das vítimas

Como vários chefes dos comités executivos regionais apoiaram o GKChP, em 21 Em Agosto de 1991, o Soviete Supremo da República Socialista Federativa Soviética da Rússia adoptou a Decisão n.º 1626-1, que autorizou o Presidente russo Boris Iéltsin a nomear chefes de administrações regionais, embora a Constituição da República Socialista Soviética da Rússia não conferisse ao Presidente tal autoridade. O Soviete Supremo Russo aprovou outra decisão no dia seguinte, declarando as antigas cores imperiais como a bandeira nacional da Rússia; substituiu a bandeira da RSFS russa dois meses depois.
Na noite de 24 de agosto, a estátua de Felix Dzerzhinsky em frente ao prédio da KGB na Praça Dzerzhinskiy (Lubianka) foi desmontada, enquanto milhares de cidadãos de Moscou participaram do funeral de Dmitry Komar, Vladimir Usov e Ilya Krichevsky, os três cidadãos que morreram no incidente do túnel. Gorbatchov concedeu-lhes postumamente o título de Herói da União Soviética. Iéltsin pediu perdão aos seus familiares por não ter conseguido evitar as suas mortes.

### Fim do PCUS
Gorbatchov tentou inicialmente defender o PCUS, proclamando em 22 Conferência de imprensa de agosto, que ainda representava uma "força progressista", apesar da participação dos seus líderes no golpe. Gorbatchov renunciou ao cargo de Secretário-Geral do PCUS em 24 Agosto. Vladimir Ivashko substituiu-o como Secretário-Geral interino, mas renunciou em 29 Agosto  quando o Soviete Supremo da URSS suspendeu as atividades do partido em toda a União Soviética.
Num decreto, Iéltsin ordenou a transferência dos arquivos do PCUS para as autoridades de arquivo do Estado, e nacionalizou todos os ativos do PCUS na RSFS Russa (estes incluíam não só as sedes dos comitês do partido, mas também activos como instituições de ensino e hotéis). A sede do Comitê Central do partido foi entregue ao Governo de Moscou. Em 6 de novembro, Iéltsin emitiu um decreto proibindo o partido na Rússia.

### Dissolução da União Soviética
Em 24 de agosto de 1991, Mikhail Gorbatchov criou o chamado "Comitê para a Gestão Operacional da Economia Soviética" (Комитет по оперативному управлению народным хозяйством СССР), para substituir o Gabinete de Ministros da URSS chefiado por Valentin Pavlov, um membro do GKChP. O primeiro-ministro russo Ivan Silayev chefiou o comitê.
No mesmo dia, a Verkhovna Rada da Ucrânia adotou o Ato de Independência da Ucrânia e convocou um referendo em apoio ao Ato de Independência.
Em 25 de agosto, o Soviete Supremo da RSS da Bielorrússia anunciou a sua Declaração de Soberania como uma lei constitucional.
Em 28 de Agosto, o Soviete Supremo da URSS demitiu o primeiro-ministro Pavlov e confiou as funções do governo soviético ao Comité para a Gestão Operacional da Economia Soviética. No dia seguinte, o presidente do Soviete Supremo, Anatoly Lukyanov, foi preso.
Em 5 de setembro, o Congresso dos Deputados Populares da União Soviética adotou a Lei Soviética nº 2392-1 "Sobre as Autoridades da União Soviética no Período de Transição", substituindo-se pelo Soviete Supremo da União Soviética. Duas novas câmaras legislativas – o Soviete da União (Совет Союза) e o Soviete das Repúblicas (Совет Республик) – substituiu o Soviete da União e o Soviete das Nacionalidades (ambos eleitos pelo Congresso dos Deputados Populares da URSS). O Soviete da União seria formado pelos deputados populares da URSS, eleitos pelo povo, e consideraria apenas questões relativas aos direitos e liberdades civis e outras questões que não estivessem sob a jurisdição do Soviete das Repúblicas. Suas decisões teriam que ser revisadas pelo Soviete das Repúblicas. O Soviete das Repúblicas deveria incluir 20 deputados de cada república da união e um deputado para representar cada região autônoma de cada república da união (deputados populares soviéticos e deputados populares das repúblicas) delegados pelas legislaturas da república da união. A Rússia, com 52 delegados, foi uma exceção. Entretanto, a delegação de cada república sindical teria apenas um voto no Soviete das Repúblicas. As leis deveriam ser adoptadas primeiro pelo Soviete da União e depois pelo Soviete das Repúblicas, que estabeleceria procedimentos para o governo central, aprovaria a nomeação de ministros centrais e consideraria acordos inter-republicanos.
Também foi criado o Conselho de Estado Soviético (Государственный совет СССР), que incluía o presidente soviético e os presidentes das repúblicas da união. O "Comitê para a Gestão Operacional da Economia Soviética" foi substituído pelo Comitê Econômico Inter-república da URSS (Межреспубликанский экономический комитет СССР), também chefiado por Ivan Silayev.
Em 27 de agosto, o Soviete Supremo da Moldávia declarou a independência da Moldávia da União Soviética. Os Sovietes Supremos do Azerbaijão e do Quirguistão fizeram o mesmo nos dias 30 e 31 de agosto, respectivamente. Em 6 Em setembro, o recém-criado Conselho de Estado Soviético reconheceu a independência da Estônia, Letônia e Lituânia. A Estônia declarou a reindependência em 20 Agosto, a Letónia no dia seguinte, enquanto a Lituânia já o tinha feito a 11 Março do ano anterior. Em 9 Em setembro, o Soviete Supremo do Tajiquistão declarou a independência do Tajiquistão da União Soviética. Também em setembro, mais de 99% dos eleitores na Armênia votaram pela independência da república em um referendo . O resultado imediato da votação foi a declaração de independência do Soviete Supremo da Armênia em 21 de Setembro. Em 27 de outubro, o Soviete Supremo do Turcomenistão declarou a independência do Turcomenistão da União Soviética. Em 1 de dezembro, a Ucrânia realizou um referendo, no qual mais de 90% dos moradores apoiaram o Ato de Independência da Ucrânia.
Em novembro, as únicas repúblicas soviéticas que não haviam declarado independência eram Rússia, Cazaquistão e Uzbequistão. No mesmo mês, sete repúblicas (Rússia, Bielorrússia, Cazaquistão, Uzbequistão, Quirguistão, Turcomenistão e Tadjiquistão) concordaram com um novo tratado de união que formaria uma confederação chamada União dos Estados Soberanos. Entretanto, essa confederação nunca se materializou.
Em 8 Dezembro, Boris Iéltsin, Leonid Kravchuk e Stanislav Shushkevich – os líderes da Rússia, Ucrânia e Bielorrússia (que adotou o nome em agosto de 1991) – bem como os primeiros-ministros das três repúblicas, reuniram-se em Minsk, Bielorrússia, para assinar os Acordos de Belovezha. Os Acordos declararam que a União Soviética havia deixado de existir "como sujeito de direito internacional e realidade geopolítica". Repudiaram o tratado de união de 1922 que estabeleceu a União Soviética e estabeleceu a Comunidade de Estados Independentes (CEI) em seu lugar. Em 12 Em dezembro, o Soviete Supremo da República Socialista Federativa Soviética da Rússia ratificou os acordos e retirou os deputados russos do Soviete Supremo da URSS. Embora isso tenha sido interpretado como o momento em que a Rússia se separou da União, a Rússia assumiu a posição de que não era possível se separar de um estado que não existia mais. A câmara baixa do Soviete Supremo, o Conselho da União, foi forçada a interromper suas operações, pois a saída dos deputados russos a deixou sem quórum.
Permaneceram dúvidas sobre a legitimidade do 8 Acordos de Dezembro, já que apenas três repúblicas participaram. Assim, no dia 21 de dezembro, em Alma-Ata, o Protocolo de Alma-Ata expandiu a CEI para incluir a Armênia, o Azerbaijão e as cinco repúblicas da Ásia Central. Eles também aceitaram preventivamente a renúncia de Gorbatchov. Com 11 das 12 repúblicas restantes (todas, exceto a Geórgia) concordando que a União não existia mais, Gorbatchov cedeu ao inevitável e disse que renunciaria assim que a CEI se tornasse realidade (a Geórgia se juntou à CEI em 1993, apenas para se retirar em 2008 após sua guerra com a Rússia; os três estados bálticos nunca fizeram parte da comunidade, juntando-se à União Europeia e à OTAN em 2004).
Em 24 de dezembro de 1991, a República Socialista Federativa Soviética da Rússia – agora renomeada Federação Russa – com a concordância das outras repúblicas da Comunidade dos Estados Independentes, informou às Nações Unidas que herdaria a adesão da União Soviética à ONU – incluindo o assento permanente da União Soviética no Conselho de Segurança das Nações Unidas. Nenhum estado-membro da ONU se opôs formalmente a esta medida. A legitimidade desse ato foi questionada por alguns estudiosos do direito, pois a União Soviética em si não foi constitucionalmente sucedida pela Federação Russa, mas apenas dissolvida. Outros argumentaram que a comunidade internacional já havia estabelecido o precedente de reconhecer a União Soviética como sucessora legal do Império Russo e, portanto, reconhecer a Federação Russa como estado sucessor da União Soviética era válido.
Em 25 de dezembro, Gorbatchov anunciou sua renúncia à presidência da União Soviética. A bandeira vermelha da foice e do martelo da União Soviética foi baixada do prédio do Senado no Kremlin e substituída pela bandeira tricolor da Rússia. No dia seguinte, 26 de dezembro, o Soviete das Repúblicas, a câmara alta do Soviete Supremo, votou formalmente pela extinção da União Soviética (a câmara baixa, o Conselho da União, ficou sem quórum depois que os deputados russos se retiraram), encerrando assim a vida do primeiro e mais antigo estado socialista do mundo. Todas as antigas embaixadas soviéticas se tornaram embaixadas russas, e a Rússia recebeu todas as armas nucleares localizadas em outras antigas repúblicas até 1996. Uma crise constitucional no final de 1993 transformou-se em violência, e a nova constituição russa que entrou em vigor no final do ano aboliu os últimos vestígios do sistema político soviético.

### Início de reformas econômicas radicais na Rússia
Em 1 de novembro de 1991, o Congresso dos Deputados do Povo da RSFSR emitiu a Decisão nº 1831-1 "Sobre o Apoio Legal à Reforma Econômica", pela qual o presidente russo (Boris Iéltsin) recebeu o direito de emitir decretos necessários para a reforma econômica, mesmo que eles contrariassem as leis existentes. Tais decretos entraram em vigor se não fossem revogados no prazo de 7 dias pelo Soviete Supremo da RSFS da Rússia ou pelo seu Presidium. Cinco dias depois, Boris Iéltsin, além de suas funções como presidente, assumiu as de primeiro-ministro. Yegor Gaidar tornou-se vice-primeiro-ministro e, simultaneamente, ministro da Economia e Finanças. Em 15 Em novembro de 1991, Boris Iéltsin emitiu o Decreto n.º 213 "Sobre a Liberalização da Atividade Económica Estrangeira no Território da RSFSR", pelo qual todas as empresas russas foram autorizadas a importar e exportar mercadorias e a adquirir moeda estrangeira (todo o comércio exterior era anteriormente rigorosamente controlado pelo Estado). Na sequência da publicação do Decreto n.º 213, em 3 de dezembro de 1991, Boris YIéltsin emitiu o Decreto n.º 297 “Sobre as medidas de liberalização de preços”, pelo qual a partir de 2 de janeiro de 1992, a maioria dos controlos de preços anteriormente existentes foram abolidos.

### Julgamento dos membros do GKChP
Os membros do GKChP e seus cúmplices foram acusados de traição na forma de uma conspiração visando tomar o poder. No entanto, em Janeiro de 1993, todos eles foram libertados da custódia enquanto aguardavam julgamento. O julgamento na Câmara Militar do Supremo Tribunal Russo começou em 14 de abril de 1993. Em 23 Em Fevereiro de 1994, a Duma Estatal declarou amnistia para todos os membros do GKChP e seus cúmplices, juntamente com os participantes da crise de Outubro de 1993. Todos aceitaram a amnistia, excepto o General Varennikov, que exigiu a continuação do julgamento e que foi finalmente absolvido a 11 de Janeiro. Agosto de 1994. O Ministério Público russo também queria acusar o ex-vice-ministro da Defesa Vladislav Achalov, mas o Soviete Supremo Russo recusou-se a levantar a sua imunidade.  Além disso, o Ministério Público se absteve de indiciar vários outros indivíduos acusados de cumplicidade no golpe, incluindo o Chefe do Estado-Maior do Exército.

### Homenagens dos civis mortos

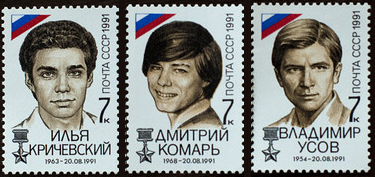
Selos soviéticos em homenagem a Ilya Krichevsky, Dmitry Komar e Vladimir Usov (da esquerda para a direita)

Milhares de pessoas compareceram ao funeral de Dmitry Komar, Ilya Krichevsky e Vladimir Usov em 24 Agosto de 1991. Gorbatchov nomeou postumamente os três Heróis da União Soviética pela sua bravura em "bloquear o caminho para aqueles que queriam estrangular a democracia".

### Comissão parlamentar
Em 1991, uma comissão parlamentar encarregada de investigar as causas da tentativa de golpe foi criada sob Lev Ponomaryov, mas foi dissolvida em 1992 por insistência de Ruslan Khasbulatov.

### Mortes misteriosas dos participantes do golpe
Em 24 de agosto de 1991, Sergey Akhromeyev foi encontrado morto em seu escritório, servindo como Conselheiro do Presidente da URSS.
No dia 26 de agosto, Nikolay Kruchina foi encontrado morto perto de sua residência pela manhã, tendo pulado da janela de seu apartamento algumas horas antes. Ele atuou como Diretor Executivo do Comitê Central do PCUS. Seu antecessor Georgiy Pavlov teve o mesmo destino em 6 de outubro do mesmo ano.
No dia 17 de Outubro, o antigo vice-chefe do Departamento Internacional do Comité Central do PCUS, Dmitriy Lisovolik, foi encontrado morto, tendo também saltado da janela do seu apartamento.
Essas mortes foram alvo de amplo escrutínio por parte de historiadores e contemporâneos, que notaram as semelhanças com as quais os figurantes terminaram suas vidas.

## Reações internacionais

### Países do Bloco Ocidental e da OTAN

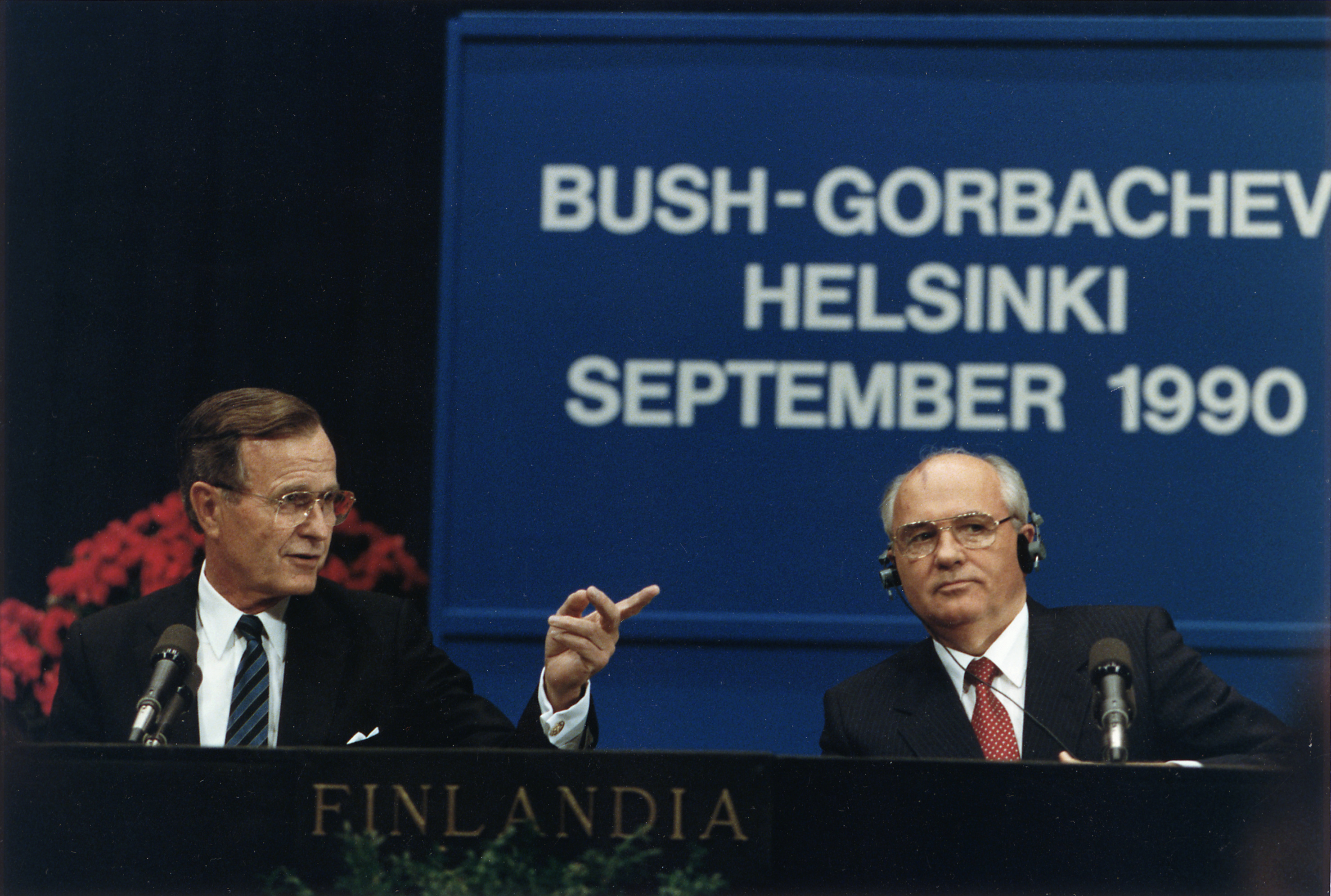
George H. W. Bush, à esquerda, é visto com Mikhail Gorbatchov em 1990. Bush condenou o golpe e as ações da "Gangue dos Oito".

- Austrália: O primeiro-ministro da Austrália Bob Hawke disse que "Os acontecimentos na União Soviética... levantam a questão se o propósito é reverter as reformas políticas e econômicas que vêm ocorrendo. A Austrália não quer ver repressão, perseguição ou ações vingativas contra Gorbatchov ou aqueles associados a ele".[175]
- Canadá: Canadá: Vários membros do governo reagiram rapidamente ao golpe; o primeiro-ministro Brian Mulroney reuniu-se com seus principais assessores sobre a deposição de Mikhail Gorbatchov, mas autoridades disseram que o primeiro-ministro provavelmente reagiria com cautela ao acontecimento surpreendente. Mulroney condenou o golpe e suspendeu a ajuda alimentar e outras formas de assistência à União Soviética.[176] A ministra das Relações Exteriores, Barbara McDougall, sugeriu em 20 de agosto de 1991 que "o Canadá poderia trabalhar com qualquer junta soviética que prometesse dar continuidade ao legado de Gorbatchov". Lloyd Axworthy e o líder liberal Jean Chretien disseram que o Canadá deve se unir a outros governos ocidentais para apoiar o presidente russo Boris Iéltsin, o ex-ministro das Relações Exteriores soviético e presidente georgiano Eduard Shevardnadze e outros que lutam pela democracia soviética. McDougall se encontrou com o encarregado de negócios da embaixada soviética, Vasily Sredin.[177] Como parte da rede de defesa NORAD, o governo reconheceu que qualquer confronto nuclear entre os EUA e a União Soviética também impactaria diretamente o Canadá. Os líderes canadenses acreditavam que tanto os EUA quanto o Canadá seriam tratados como um único conjunto de alvos.[178]
- Israel: Autoridades israelenses disseram que esperavam que a tentativa de remoção de Gorbatchov não atrapalhasse a conferência de paz israelense-palestina de 1991 em Madri (co-patrocinada pelos EUA e URSS) ou desacelerasse a imigração judaica soviética. A Agência Judaica quase governamental, que coordenou o fluxo maciço de judeus vindos da União Soviética, convocou uma reunião de emergência para avaliar como o golpe afetaria a imigração judaica. "Estamos acompanhando de perto o que está acontecendo na União Soviética com preocupação", disse o Ministro das Relações Exteriores David Levy. "Pode-se dizer que esta é uma questão interna da União Soviética, mas na União Soviética... tudo o que é interno tem influência para o mundo inteiro".[175] A União Soviética restaurou os laços com Israel em 26 de dezembro de 1991.
- Japão: O primeiro-ministro Toshiki Kaifu ordenou que o Ministério das Relações Exteriores analisasse os acontecimentos. O próprio Kaifu afirmou ser altamente provável que o golpe fosse inconstitucional. O Secretário-Chefe de Gabinete, Misoji Sakamoto, declarou: "Espero firmemente que a mudança de liderança não influencie as políticas positivas da Perestroika e a nova diplomacia".[175] Além disso, a ajuda japonesa e os empréstimos técnicos à União Soviética foram congelados.[9] O Japão deixou em aberto a questão da legitimidade do golpe; o porta-voz do governo, Taizo Watanabe, afirmou que "[o governo soviético tem] o direito de decidir se ele é constitucional ou inconstitucional. O Japão diferiu notavelmente dos estados ocidentais por não anunciar uma condenação direta ao golpe".[179]
- Coreia do Sul: O presidente Roh Tae-woo saudou o fracasso do golpe como uma vitória simbólica para o povo soviético. Ele disse: "Foi um triunfo da coragem e determinação dos cidadãos soviéticos em direção à liberdade e à democracia".[9]
- Reino Unido: O primeiro-ministro John Major reuniu-se com seu gabinete em 19 de agosto para lidar com a crise e disse: "Parece haver pouca dúvida de que o presidente Gorbatchov foi destituído do poder por uma tomada de poder inconstitucional. Existem meios constitucionais de destituir o presidente da União Soviética; eles não foram utilizados. Acredito que o mundo inteiro tem um interesse muito sério nos eventos que estão ocorrendo atualmente na União Soviética. O processo de reforma é de vital importância para o mundo e, claro, de vital importância para o próprio povo soviético, e espero que isso esteja totalmente claro. Há muitas informações que ainda não temos, mas gostaria de deixar claro, acima de tudo, que esperamos que a União Soviética respeite e honre todos os compromissos que o presidente Gorbatchov assumiu em seu nome."[175] O governo britânico congelou US$ 80 milhões em ajuda econômica a Moscou, enquanto a Comunidade Europeia agendou uma reunião de emergência para suspender um programa de ajuda de US$ 1,5 bilhão.[180] Em uma entrevista de 1991, Major disse que acreditava que "há muitas razões pelas quais [o golpe] fracassou, e muito tempo e esforço serão gastos analisando isso mais tarde. Houve, eu acho, uma série de coisas que foram significativas. Não acho que tenha sido muito bem conduzido do ponto de vista daqueles que organizaram o golpe. Acho que a enorme e unânime condenação pública do golpe pelo resto do mundo foi um imenso encorajamento para as pessoas que resistiram. Essa não é apenas a minha opinião; é a opinião que me foi expressa pelo Sr. Yakovlev e muitos outros com quem conversei nas últimas 48 horas.
- United States: Durante suas férias em Walker's Point Estate, em Kennebunkport, Maine, o presidente americano George H. W. Bush fez uma exigência contundente para a restauração de Gorbatchov ao poder e afirmou que os Estados Unidos não aceitavam a legitimidade do autoproclamado novo governo soviético. Bush correu de sua casa de férias para a Casa Branca, recebendo uma carta de Kozyrev a bordo do Força Aérea Um. Em seguida, emitiu uma declaração contundente, após um dia de consultas com outros líderes da aliança ocidental, em meio a um esforço conjunto para pressionar a nova liderança soviética, congelando os programas de ajuda econômica. Bush condenou o golpe como um "esforço equivocado e ilegítimo" que "ignora tanto a lei soviética quanto a vontade dos povos soviéticos". Ele chamou a derrubada de "muito perturbadora" e suspendeu a ajuda americana à União Soviética até o fim do golpe.[175][180] A declaração de Bush, redigida após uma série de reuniões com seus principais assessores, foi muito mais contundente do que a reação inicial do presidente naquela manhã no Maine. Isso condizia com um esforço ocidental para aplicar pressão diplomática e econômica sobre as autoridades soviéticas que buscavam o controle do país. Em 2 de setembro, os Estados Unidos reconheciam a independência da Estônia, Letônia e Lituânia quando Bush proferiu uma coletiva de imprensa em Kennebunkport.[181] O Secretário de Estado James Baker emitiu uma declaração alertando: "O mundo inteiro está observando. A legitimidade em 1991 não flui do cano de uma arma, mas da vontade do povo. A história não pode ser revertida. Cedo ou tarde, seus esforços fracassarão."[182] O golpe também levou vários membros do Congresso, como Sam Nunn, Les Aspin e Richard Lugar, a se preocuparem com a segurança das armas soviéticas de destruição em massa e com o potencial de proliferação nuclear nas condições instáveis existentes. Apesar da oposição pública a mais ajuda à União Soviética e da ambivalência da administração Bush, eles supervisionaram a ratificação da Lei Soviética de Redução da Ameaça Nuclear de 1991, autorizando o Programa Cooperativo de Redução de Ameaças Nunn-Lugar e fornecendo financiamento aos estados pós-soviéticos para o descomissionamento de estoques de armas de destruição em massa.[183][184] O ex-presidente Ronald Reagan disse:

"Não acredito que o povo soviético permitirá uma reversão no progresso que fez recentemente em direção à liberdade econômica e política. Com base em minhas extensas reuniões e conversas com ele, estou convencido de que o presidente Gorbatchov tinha em mente o melhor interesse do povo soviético. Sempre achei que sua oposição vinha da burocracia comunista, e só posso esperar que tenha havido progresso suficiente para que o movimento em direção à democracia seja imparável".
Enquanto isso, o presidente do Partido Comunista dos Estados Unidos (CPUSA), Gus Hall, apoiou o golpe, causando divisão dentro de um partido já em declínio. O PCUS rompeu laços com o CPUSA em 1989 devido à condenação deste último à Perestroika.
- Dinamarca: O Ministro das Relações Exteriores, Uffe Ellemann-Jensen, afirmou que o processo de mudança na União Soviética não poderia ser revertido. Em uma declaração, ele afirmou: "Tanta coisa aconteceu e tantas pessoas estiveram envolvidas nas mudanças na União Soviética que não consigo imaginar uma reversão total".[186]
- France: O presidente François Mitterrand apelou aos novos governantes soviéticos para garantirem a vida e a liberdade de Gorbatchov e Iéltsin, que era "o rival de Gorbatchov na União Soviética em mudança". Mitterrand acrescentou que "a França atribui um preço elevado à vida e à liberdade dos senhores Gorbatchov e Iéltsin serem garantidas pelos novos líderes de Moscovo. Estes serão julgados pelos seus atos, especialmente pela forma como as duas altas personalidades em questão serão tratadas".[186] Após o fim do golpe, Mitterrand foi criticado pela sua reacção hesitante; isto pode ter ajudado os partidos de oposição de direita a vencerem as eleições legislativas francesas de 1993.[187]
- Alemanha: O chanceler Helmut Kohl encurtou suas férias na Áustria e retornou a Bonn para uma reunião de emergência. Ele disse ter certeza de que Moscou retiraria suas 272.000 tropas restantes da antiga Alemanha Oriental conforme o planejado.[188] Björn Engholm, líder do Partido Social-Democrata da oposição alemã, instou os estados-membros da Comunidade Europeia a "falarem a uma só voz" sobre a situação e disse: "o Ocidente não deve excluir a possibilidade de impor sanções econômicas e políticas à União Soviética para evitar uma guinada para a direita, em Moscou".[186]
- Grécia: A Grécia descreveu a situação na União Soviética como "alarmante". A esquerda grega estava dividida – a Aliança da Esquerda e o ex-primeiro-ministro socialista Andréas Papandréou emitiram declarações condenando o golpe. No entanto, o Comitê Central do Partido Comunista da Grécia condenou Gorbatchov por desmantelar o Estado Soviético e restabelecer o Capitalismo.[189][186]
- Itália: O primeiro-ministro Giulio Andreotti divulgou um comunicado dizendo: "Estou surpreso, amargurado e preocupado. Todos nós sabemos das dificuldades que Gorbatchov encontrou. Mas não sei como um novo presidente, que, pelo menos por enquanto, não tem o prestígio e as conexões internacionais (de Gorbatchov), pode superar os obstáculos." Achille Occhetto, líder do Partido Democrático de Esquerda, herdeiro direto do Partido Comunista Italiano, chamou a deposição de Gorbatchov de "um evento dramático de proporções mundiais (que) terá imensas repercussões na vida internacional. Estou pessoal e fortemente impressionado, não apenas pelo peso incalculável deste evento, mas também pelo destino do camarada Gorbatchov".[186]

### Estados comunistas

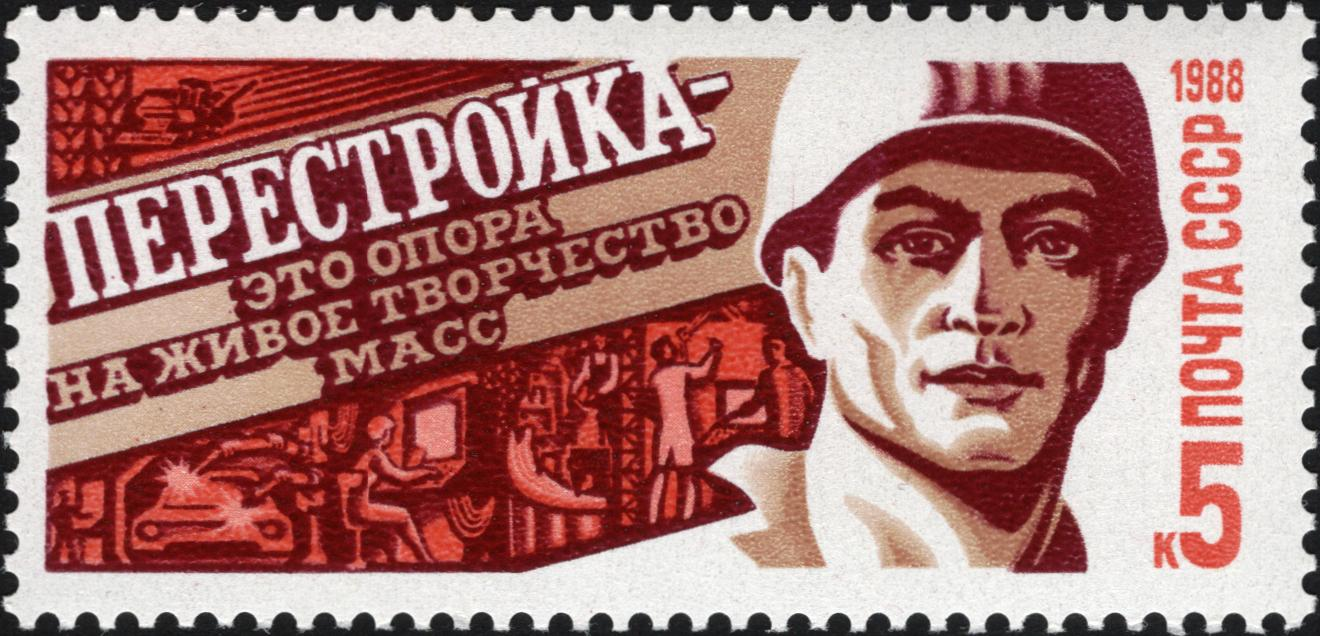
Um selo soviético promovendo a Perestroika. Para alguns Estados comunistas, as reformas de Gorbatchov resultaram em cortes drásticos da ajuda soviética. O fracasso do golpe levou ao fim abrupto de qualquer apoio russo restante aos seus antigos aliados comunistas.

Muitos, mas não todos os estados ainda oficialmente marxistas-leninistas (não antigos membros do Pacto de Varsóvia que haviam começado a transição para um sistema multipartidário) apoiaram o golpe, enquanto outros deixaram um apoio ambivalente ou não oficial e reverteram sua posição quando o golpe falhou.
- Afeganistão: O fracasso do golpe resultou na remoção de oficiais políticos e militares soviéticos que defendiam a continuidade da ajuda ao governo do Partido Democrático Popular no Afeganistão. Na época, o regime afegão ainda dependia completamente da União Soviética para sua sobrevivência na Guerra Civil Afegã em curso. A última ajuda militar soviética chegou em outubro, com toda a ajuda russa sendo suspensa por Boris Iéltsin em janeiro de 1992. Iéltsin esperava repatriar prisioneiros de guerra soviéticos ainda mantidos pelos Mujahideen e não estava interessado em proteger um "legado soviético".[190] Após o golpe, Mohammad Najibullah passou a se ressentir dos soviéticos por tê-lo abandonado, escrevendo ao ex-ministro das Relações Exteriores soviético Shevardnadze: "Eu não queria ser presidente, você me convenceu, insistiu e prometeu apoio. Agora você está me jogando, e à República do Afeganistão, à própria sorte." No inverno de 1992, os recém-independentes Tajiquistão, Uzbequistão e Turcomenistão forneceram ajuda alimentar a Mohammad Najibullah por conta própria, na tentativa de salvar o regime, estabelecendo também contatos com os Mujahideen. O fim do fornecimento de armas soviéticas causou a deserção do líder da milícia Abdul Rashid Dostum, de Mohammad Najibullah para Ahmad Shah Massoud, significando o fim da RDA em abril de 1992.[191]
- Albânia: Durante o golpe, o líder do Partido Comunista do Trabalho da Albânia, Ramiz Alia, ainda estava no poder, tendo vencido as eleições parlamentares albanesas de 1991. Incentivados pelo desmantelamento do golpe, três partidos de oposição exigiram reformas aceleradas. As eleições parlamentares albanesas de 1992 resultaram em uma derrota esmagadora para o agora democrático Partido Socialista da Albânia, levando à renúncia de Alia à presidência em favor de Sali Berisha.[192]
- Angola: Em dezembro de 1991, o MPLA, partido no poder, em seu congresso, mudou sua ideologia do marxismo-leninismo para a social-democracia e se comprometeu com a democracia multipartidária. As relações entre Angola e a Rússia tornaram-se menos relevantes para ambos os países após o golpe. A capacidade de Angola de impor seu domínio em alguns de seus territórios diminuiu devido ao fim das entregas de armas soviéticas e à saída de pessoal cubano.[190]
- China: O governo chinês pareceu apoiar tacitamente o golpe quando emitiu um comunicado afirmando que a medida era um assunto interno da União Soviética e quando o Partido Comunista Chinês (PCC) não se pronunciou imediatamente. Documentos chineses confidenciais indicaram que os líderes linha-dura da China desaprovaram veementemente o programa de liberalização política de Gorbatchov, culpando-o pela "perda da Europa Oriental para o capitalismo". Académicos ocidentais alegaram que Pequim tinha conhecimento prévio do golpe planeado. Esta hipótese é apoiada por dois eventos: primeiro, a visita do General Chi Haotian a Moscovo entre 5 e 12 de agosto para se encontrar com o membro do GKChP, Dmitry Yazov, e segundo, a cobertura rápida e maioritariamente positiva do golpe na comunicação social chinesa, que ignorou as atividades de Boris Iéltsin. Quando o golpe começou, os principais líderes do PCC tinham-se reunido para celebrar o aniversário do líder supremo Deng Xiaoping. Ao ouvir a notícia, o ancião do PCC, Bo Yibo, amaldiçoou Gorbatchov. Deng então disse: "O golpe soviético é algo bom, mas não devemos estar visivelmente satisfeitos, mas apenas regozijando-nos no fundo de nossos corações". A China proclamou uma política de não interferência, mas esperava que a "estabilidade" (ou seja, a restauração do regime comunista) retornasse à União Soviética. A portas fechadas, o Politburo chinês concordou que o golpe deveria ser reconhecido como um ato "marxista" e que as relações sino-soviéticas deveriam ser fortalecidas. No entanto, Deng também encorajou o secretário-geral do PCC, Jiang Zemin, a ser cauteloso, pois o golpe poderia fracassar. O GKChP também estava interessado em resolver a cisão sino-soviética e melhorar as relações diplomáticas, enviando o vice-ministro das Relações Exteriores, Alexander Belonogov, a Pequim para solicitar total reconhecimento e apoio. Deng se encontrou com Belonogov e perguntou "o que você planeja fazer com Gorbatchov" para avaliar a probabilidade de sucesso do golpe. Após hesitar por um dia, a China estava a momentos de uma declaração oficial de apoio ao GKChP quando a notícia de seu fim chegou. Após o fracasso do golpe, Gorbatchov suspendeu as trocas com a China; supostamente, os golpistas tentaram fugir para a China, mas isso foi categoricamente negado por ambos os governos.[193] Vários chineses disseram que uma diferença fundamental entre as tentativas fracassadas dos líderes do golpe soviético de usar tanques para esmagar a dissidência em Moscou e o uso bem-sucedido das forças do Exército de Libertação Popular lideradas por tanques pelos líderes chineses linha-dura durante o Massacre da Praça da Paz Celestial de 1989 era que o povo soviético tinha um líder poderoso como o presidente russo Boris Iéltsin para se unir, enquanto os manifestantes chineses não. O golpe soviético fracassou em três dias sem nenhuma grande violência do Exército Soviético contra civis. Em junho de 1989, o Exército de Libertação Popular matou milhares de pessoas para esmagar o movimento pela democracia.[194][195]Fidel Castro em Berlim Oriental, 1972. Cuba dependia da União Soviética e foi uma aliada constante durante a Guerra Fria. Castro se opôs sistematicamente à perestroika de Gorbatchov, mas não apoiou publicamente o Golpe de Agosto de 1991

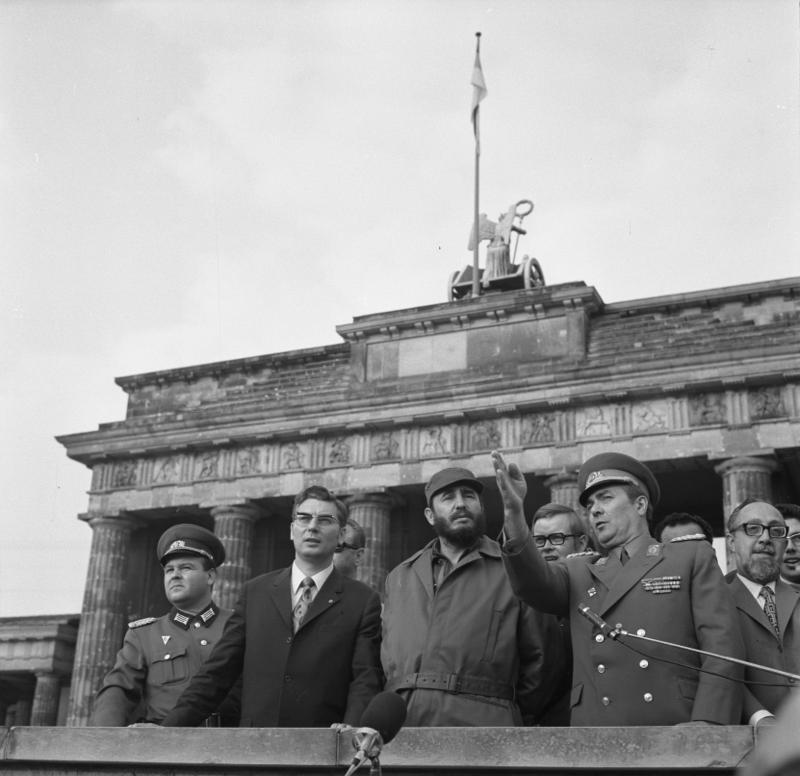
Fidel Castro em Berlim Oriental, 1972. Cuba dependia da União Soviética e foi uma aliada constante durante a Guerra Fria. Castro se opôs sistematicamente à perestroika de Gorbatchov, mas não apoiou publicamente o Golpe de Agosto de 1991

- Congo: O Congo já estava se afastando do marxismo-leninismo e havia organizado uma conferência democrática em junho.[196] Todas as referências ao comunismo foram removidas da Constituição congolesa em abril de 1992, mas o ex-protegido soviético Denis Sassou Nguesso mais tarde recuperaria o poder e governaria o Congo até os dias atuais.
- Cuba: Em 20 de agosto, o governo cubano emitiu uma declaração insistindo em sua neutralidade, dizendo que o conflito "não era de Cuba para julgar". Na mesma declaração, Cuba também criticou o Ocidente por incitar divisões dentro da União Soviética. Um diplomata ocidental alegou que, em particular, as autoridades cubanas esperavam que o golpe tivesse sucesso porque os conspiradores continuariam o relacionamento soviético especial com seu país. Em setembro de 1991, três quartos dos bens de consumo de Cuba vieram da URSS, destacando a importância dos eventos soviéticos para os líderes cubanos.[197] À medida que o golpe soviético se desenrolava, as autoridades cubanas não acreditavam que seus líderes prevaleceriam. Enquanto Gorbatchov estava no poder, Fidel Castro nunca concordou com a Perestroika e em julho de 1991 reiterou sua posição de que não haveria mudanças em Cuba, dizendo "Nesta revolução não haverá mudanças de nome ou ideias."[198] O fim da assistência soviética desencadeou a crise do Período Especial que duraria dez anos.
- Coreia do Norte: Quando o golpe começou, jornais publicaram documentos do GKChP sem comentários ou declarações de apoio. Em particular, o regime instruiu seus oficiais a apoiar o golpe para "defender as conquistas socialistas". Diplomatas norte-coreanos estavam presentes em Moscou e mantiveram contatos informais com os russos à medida que os eventos se desenrolavam, incluindo soldados em solo. Ao final do primeiro dia, a embaixada da Coreia do Norte em Moscou informou a Pyongyang que o golpe não teria sucesso. Na época, houve mudanças de atitude no norte em relação à Coreia do Sul e um breve tiroteio na fronteira da Zona Desmilitarizada.[199] Após o fracasso do golpe, o vice-presidente Pak Song-chol disse: "O poder invencível do nosso próprio estilo de socialismo está sendo amplamente demonstrado" e que "o Norte está basicamente estável" em referência ao Juche.[200] Pyongyang mais tarde culparia a Perestroika pela queda da URSS, chamando "a política antissocialista equivocada de Gorbatchov" de "revisionista".[201] O fim da assistência soviética foi uma causa direta da Árdua Marcha que começou em 1994.
- Vietnã: O golpe ocorreu em um momento em que a ajuda soviética prometida estava sendo desacelerada e posteriormente interrompida. Os comunistas vietnamitas decidiram não adotar um sistema multipartidário no Vietnã devido à experiência da Perestroika. Uma autoridade não identificada afirmou que "o Vietnã provavelmente não lamentaria ver [o fim da carreira do presidente soviético] porque Gorbatchov cometeu muitos erros... muitos compromissos com o Ocidente. Ele também enfraqueceu a posição e o papel da União Soviética no mundo". A autoridade também afirmou que o Vietnã se beneficiaria de um retorno ao regime comunista na União Soviética. "Essas mudanças também afetariam positivamente a economia vietnamita, porque o Ocidente implementaria uma política dura em relação à União Soviética, e esta buscaria relações comerciais com países como Vietnã e China".[202] Após o golpe, o alto funcionário do Partido Comunista, Thai Ninh, foi questionado pela imprensa estrangeira se o Vietnã se sentia traído por Gorbatchov e Iéltsin. Ele respondeu: "É melhor deixar o povo soviético decidir isso".[203] O golpe fracassado levou o Vietnã a normalizar as relações com a China em novembro, encerrando os conflitos sino-vietnamitas da década de 1980. Em uma importante vitória política para a China, o Vietnã reconheceu o Estado do Camboja (ECO). Pequim e Hanói sentiam cada vez mais afinidade ideológica e um desejo mútuo de resistir à Evolução Pacífica liderada pelos Estados Unidos. O Vietnã buscaria na ASEAN novos parceiros comerciais após a dissolução soviética.[204]
- Iugoslávia: O golpe foi um evento profundo para toda a Iugoslávia. A United Press International relatou reações de iugoslavos comuns, incluindo o economista Dragan Radic, que disse: "Gorbatchov fez muito pela paz mundial e ajudou a substituir regimes comunistas de linha dura nos últimos anos. No entanto, o Ocidente não apoiou Gorbatchov financeira e economicamente, e ele foi forçado a renunciar por não conseguir alimentar o povo soviético". Oficialmente, o presidente Slobodan Milošević, responsável pela Sérvia, permaneceu em silêncio. Extraoficialmente, houve inúmeras interações entre a Iugoslávia e a URSS que levaram ao início do golpe. A violenta dissolução da Iugoslávia havia começado no ano anterior. Atores políticos em ambas as nações perceberam as semelhanças de suas situações políticas. Do lado anticomunista, os separatistas na URSS estavam construindo relações com as repúblicas separatistas da Iugoslávia. No final de julho, a Lituânia reconheceu a Eslovênia e, em agosto, a Geórgia reconheceu a independência da Eslovênia e da Croácia. Do lado da linha dura, ambas as nações tinham facções que abraçavam uma coalizão vermelho-marrom entre comunistas tradicionais e ultranacionalistas para manter a integridade territorial tanto da URSS quanto da Iugoslávia. Nas semanas que antecederam o golpe, os conservadores na URSS usaram a precedência da Iugoslávia como desculpa para reprimir violentamente revoltas de não russos. De fato, a Iugoslávia pode ter sido um dos principais motivos para a Gangue dos Oito acreditar que suas ações eram necessárias para impedir o colapso da URSS. Quando o primeiro-ministro iugoslavo, Ante Marković, visitou Moscou no início de agosto, Gorbatchov apontou os paralelos entre os problemas que se avizinhavam em ambos os países. O presidente croata Franjo Tuđman afirmou em outubro que "generais comunistas iugoslavos" haviam apoiado abertamente o golpe e que haviam recebido instruções de Moscou. A vitória dos democratas na URSS teve implicações importantes para a Iugoslávia. Iéltsin sabia que Milošević havia apoiado secretamente os conservadores soviéticos e as relações entre os dois eram sombrias. Na época do colapso da URSS, o problema da Iugoslávia já fazia parte do cenário político russo. Iéltsin e as elites liberais adotaram publicamente uma abordagem imparcial e incentivaram a cooperação internacional para resolver a crise. Em contraste, os conservadores pós-soviéticos buscavam criar vantagens para a Rússia apoiando os sérvios ortodoxos em sua luta pelo controle das nações iugoslavas restantes. O professor de sociologia Veljko Vujačić avaliou as semelhanças e diferenças entre a desintegração da Iugoslávia e a dissolução da União Soviética. Ambas as nações eram Estados marxista-leninistas multinacionais, com governantes eslavos enfrentando grandes movimentos secessionistas. Na Sérvia, o patriotismo estava ligado à soberania. Milošević disse a seus seguidores nacionalistas que cada geração de sérvios teve sua própria "batalha do Kosovo", que remonta ao século XIV. Em contraste, nacionalistas russos, incluindo Aleksandr Solzhenitsyn, distinguiam entre o povo russo "patriótico" e o Estado russo "opressor". Boris Iéltsin e seus seguidores viam a URSS como uma opressora da Rússia, acelerando assim a divisão, em grande parte pacífica, da antiga União Soviética.[205] Em 27 de abril de 1992, a Iugoslávia se desintegrou formalmente e com ela desapareceu qualquer menção ao marxismo-leninismo em seu estado sucessor sérvio e montenegrino.[206]

### Ex-membros do Pacto de Varsóvia
O Pacto de Varsóvia foi dissolvido em julho, e seus membros mudaram rapidamente, com governos pró-soviéticos marxistas-leninistas depostos ou reeleitos. Como resultado, todos criticaram ou expressaram sentimentos de cansaço sobre os eventos em Moscou. Alguns ex-membros do Pacto de Varsóvia enviaram forças armadas para áreas estrategicamente importantes.
- Bulgária: O presidente Jelyu Jelev afirmou que "Tais métodos antidemocráticos nunca poderão levar a nada de bom, nem para a União Soviética, nem para a Europa Oriental, nem para os desenvolvimentos democráticos no mundo".[207]
- Tchecoslováquia: O presidente Václav Havel alertou que seu país poderia enfrentar uma "onda de refugiados" cruzando sua fronteira com a RSS da Ucrânia. No entanto, Havel afirmou: "Não é possível reverter as mudanças que já ocorreram na União Soviética. Acreditamos que a democracia acabará prevalecendo na União Soviética".[207] O porta-voz do Ministério do Interior, Martin Fendrych, disse que um número não especificado de tropas adicionais foi enviado para reforçar a fronteira da Tchecoslováquia com a União Soviética.[207]
- Hungria: O vice-presidente do Parlamento, Mátyás Szűrös, disse: "Sem dúvida, a economia soviética entrou em colapso, mas isso não foi resultado da política de Gorbatchov, mas da influência paralisante dos conservadores", acrescentando: "De repente, a probabilidade de uma guerra civil na União Soviética aumentou".[207]
- Polônia: Uma declaração do presidente Lech Wałęsa, cujo sindicato Solidarność ajudou a desencadear o colapso dos regimes comunistas na Europa Oriental, apelou à calma. "Que a unidade e a responsabilidade pelo nosso Estado prevaleçam." A declaração, lida na rádio polonesa pelo porta-voz Andrzej Drzycimski, prosseguiu: "A situação na URSS é significativa para o nosso país. Pode afetar as nossas relações bilaterais. Queremos que sejam amistosas". Mas Wałęsa enfatizou que a Polônia manteria a sua soberania duramente conquistada enquanto prosseguia com as reformas econômicas e políticas.[207]
- Romênia: O primeiro-ministro Petre Roman disse que o golpe foi uma tentativa de restabelecer o comunismo de linha dura da maneira mais stalinista.[208]

### Outros Estados soberanos
- El Salvador: O fim da Guerra Civil Salvadorenha com a FMLN comunista estava sendo negociado. O presidente Alfredo Cristiani expressou preocupação de que o golpe pudesse levar a FMLN a encerrar as negociações, ou que o relacionamento de Cuba com a União Soviética fosse restaurado. Cuba era fornecedora da FMLN há muito tempo. Ernesto Altschul, vice-chefe de gabinete de Cristiani, afirmou: "Obviamente, isso pode afetar nossa situação". Após o fracasso do golpe, os Acordos de Paz de Chapultepec foram assinados em janeiro de 1992, encerrando doze anos de conflito brutal.[209]
- Índia: Índia: Enquanto o golpe prosseguia, os líderes indianos demonstraram certa simpatia pelos linha-dura soviéticos. O primeiro-ministro P. V. Narasimha Rao afirmou que "a deposição do Sr. Gorbatchov foi um aviso para aqueles que defendiam reformas sem controle". Da mesma forma, o embaixador da Índia em Moscou observou que Gorbatchov havia "provocado a desintegração do partido [comunista]". O ministro-chefe de Bengala Ocidental e cofundador do Partido Comunista da Índia (Marxista), Jyoti Basu, apoiou incondicionalmente o golpe. Quando o golpe fracassou, o governo indiano mudou de rumo, celebrando "a reafirmação dos valores democráticos e um triunfo da vontade do povo". Apesar do apoio oficial à vitória de Iéltsin, os políticos indianos temiam que um efeito colateral da dissolução da União Soviética encorajasse movimentos separatistas em casa. A perda de um parceiro econômico e amigo ideológico perturbou o governo Rao e o movimento de esquerda da Índia, já que o Congresso Nacional Indiano sentia que compartilhava alguns dos valores do PCUS. O Christian Science Monitor escreveu que "a Índia sente-se órfã – ideológica, estratégica e economicamente".[210]
- Iraque: Saddam Hussein era um aliado próximo da União Soviética até que Gorbatchov denunciou a invasão do Kuwait que precedeu a Guerra do Golfo, e as relações entre os dois países se tornaram tensas. Um porta-voz iraquiano, citado pela Agência de Notícias Iraquiana oficial, afirmou que "a retidão e a firmeza do Iraque foram uma das principais razões por trás da queda [de Gorbatchov]... porque [o Iraque] expôs [sua] política de traição e conspiração. É natural que saudemos tal mudança, assim como os Estados e os povos que foram afetados pelas políticas do antigo regime". Em outras palavras, Hussein aparentemente assumiu o crédito por inspirar o golpe. Essa posição foi ecoada pelo jornal jordaniano Al Ra'i.[211][212]
- Líbia: A rádio governamental citou o líder Muammar Gaddafi elogiando os líderes do golpe por sua "brava ação histórica".[212]
- Filipinas: A presidente Corazón Aquino expressou "grave preocupação", dizendo: "Esperamos que o progresso em direção à paz mundial... alcançado sob a liderança do Presidente Gorbatchov continue a ser preservado e aprimorado ainda mais".[211]
- África do Sul: O Ministro das Relações Exteriores Pik Botha disse: "Espero sinceramente que [os acontecimentos soviéticos] não causem turbulências em larga escala dentro da própria União Soviética ou mais amplamente na Europa, nem coloquem em risco a era de cooperação internacional duramente conquistada na qual o mundo embarcou".[211]

### Órgãos e organizações supranacionais
- Santa Sé: Ao celebrar a missa em Budapeste, o Papa João Paulo II disse, em comentários pré-escritos, que esperava que as reformas da União Soviética sobrevivessem à queda de Gorbatchov. "Apreciei particularmente o desejo sincero que o guiou e a inspiração sublime que o animava na promoção dos direitos humanos e da dignidade, bem como no seu compromisso com o bem-estar do país e da comunidade internacional. Que o processo por ele iniciado não entre em declínio." O Papa também rezou pela própria União Soviética, pedindo que "nossas orações se tornem ainda mais intensas para pedir a Deus que esse grande país seja poupado de mais tragédias".[213]
- OTAN: A aliança realizou uma reunião de emergência em Bruxelas condenando o golpe soviético. "Se de fato este golpe fracassar, será uma grande vitória para o corajoso povo soviético, que experimentou a liberdade e não está preparado para que ela lhe seja retirada", disse o Secretário de Estado dos Estados Unidos, James A. Baker III. Baker também declarou: "também será, em certa medida, uma vitória para a comunidade internacional e para todos os governos que reagiram fortemente a esses eventos". O Secretário-Geral da OTAN, Manfred Wörner, também afirmou: "Devemos observar como a situação na União Soviética evolui. Nossos próprios planos levarão em conta o que acontecer lá".[6][214]
- Organização para a Libertação da Palestina: A Organização para a Libertação da Palestina (OLP) ficou satisfeita com o golpe. Yasser Abed Rabbo, membro do Comitê Executivo da OLP, disse esperar que o golpe "permita a resolução, no melhor interesse dos palestinos, do problema dos judeus soviéticos em Israel".[6]

## Destino subsequente da Camarilha dos Oito do GKChP
- Gennadiy Yanayev, que foi amnistiado pela Duma Estatal Russa em 1994, tornou-se chefe do Departamento de História e Relações Internacionais da Academia Internacional Russa de Turismo[215] e morreu em 2010.
- Valentin Pavlov, que foi amnistiado pela Duma Estatal Russa em 1994, serviu posteriormente como perito financeiro para vários bancos e outras instituições financeiras e tornou-se presidente da Sociedade Econômica Livre,[216] falecendo em 2003.
- Vladimir Kryuchkov, anistiado pela Duma Estatal Russa em 1994, morreu em 2007.
- Dmitriy Yazov, que foi anistiado pela Duma Estatal Russa em 1994, tornou-se conselheiro do Ministério da Defesa da Rússia e da Academia do Estado-Maior General;[217] morreu em 2020.
- Boris Pugo morreu com dois tiros na cabeça no dia 22 de agosto de 1991. Sua morte foi considerada suicídio.[218]
- Oleg Baklanov, anistiado pela Duma Estatal Russa em 1994, mais tarde atuou como presidente do conselho de administração da "Rosobshchemash"; ele morreu em 2021.
- Vasiliy Starodubtsev, libertado da prisão em 1992 devido a complicações de saúde, serviu como deputado ao Conselho da Federação da Rússia (1993-1995), governador da Oblast de Tula (1997-2005) e, em seguida, membro do Partido Comunista da Federação Russa (desde 2007) [219] até sua morte em 2011.
- Alexander Tizyakov, que recebeu anistia da Duma Estatal Russa em 1994, foi posteriormente membro do Partido Comunista da Federação Russa, fundador de uma série de empresas como "Antal" (fabricação de máquinas), "Severnaya kazna" (seguros), "Vidikon" (fabricação de fornos elétricos a arco) e "Fidelity" (produção de bens de consumo de rápido movimento);[220] morreu em 2019.

## Na mídia popular
- O Homem Que Não Retorna é um filme de drama de Sergey Snezhkin de 1991.
- Três Dias (filme de 1992) é um filme dramático de Šarūnas Bartas.
- Três Dias em Agosto (filme de 1992) é um filme de coprodução entre Rússia e Estados Unidos feito por Jan Jung em 1992.
- O filme de Sergey Medvedev de 2001 do Canal Um, O Lago dos Cisnes, encomendado pelo Comitê Estatal do Estado de Emergência.[221]
- Iéltsin: Três Dias em Agosto (Ельцин. Три дня в августе) é um filme russo de 2011 que dramatiza o golpe.
- O Evento (Событие) é um documentário russo de 2015 de Sergei Loznitsa que usa filmagens de 19 a 24 de agosto de 1991, pelos operadores de câmera do estúdio de documentários de São Petersburgo para contar a história do golpe enquanto ele acontecia em Leningrado.
- Rússia 1985–1999: TraumaZone é uma série documental da BBC de 2022.
- Em "House Divided", um episódio da 4ª temporada de For All Mankind, uma série de TV de história alternativa, o golpe é bem-sucedido e Mikhail Gorbatchov é deposto.